# Camerún
Camerún, oficialmente la República de Camerún, (en francés: République du Cameroun; en inglés: Republic of Cameroon) es un Estado unitario organizado como república en el África central. «Limita al sur con Guinea Ecuatorial (189 km de frontera), a continuación con Gabón (298 km), y con República del Congo (523 km). Al este limita con República Centroafricana (797 km), al noroeste con Chad (1094 km), y al oeste con Nigeria (1690 km).» Su litoral se encuentra en el golfo de Biafra, que forma parte del golfo de Guinea (océano Atlántico). Su capital es Yaundé y su ciudad más poblada es Douala. El país ha sido llamado "África en miniatura" por su diversidad geológica y cultural: tiene playas, desiertos, montañas, selvas y sabanas. Su punto más alto es el monte Camerún, en el sudoeste, y sus principales ciudades son Duala, Yaundé y Garua. Habitan el país más de doscientos grupos étnicos y lingüísticos, pero sus lenguas oficiales son el francés y el inglés. 
Los habitantes permanentes más antiguos de Camerún son grupos como los baka. La civilización sao alrededor del lago Chad floreció durante el primer milenio d. C y dio paso a su estado sucesor, el imperio Kanem-Bornu. Los exploradores portugueses llegaron a la costa en 1472 y llamaron al área «río de los camarones». Los fulani establecieron el emirato Adamawa en el norte en el siglo XIX, y grupos étnicos del oeste y noroeste establecieron cacicazgos. Camerún se convirtió en una colonia alemana en 1884 conocida como Kamerun. Después de la Primera Guerra Mundial, se dividió entre Francia y el Reino Unido como mandato de la Sociedad de Naciones. El partido Unión de los Pueblos del Camerún (UPC) defendió la independencia, pero fue ilegalizado por Francia en la década de 1950, lo que condujo a una guerra entre fuerzas francesas y el UPC que duró hasta 1971.
En 1960, el Camerún francés proclamó su independencia como la República de Camerún bajo la presidencia de Ahmadou Ahidjo. El Camerún británico se federó en 1961 para formar la República Federal de Camerún, pero la federación fue abandonada en 1972 y el país pasó a llamarse República Unida de Camerún, y desde 1984, República de Camérun. Paul Biya, el presidente en ejercicio, ha dirigido el país desde 1982. Camerún se gobierna como una república presidencial unitaria. Desde su independencia, el país ha atravesado conflictos en los territorios de habla inglesa, que han abogado por una mayor autonomía. En 2017, tensiones por la creación de Ambazonia, una entidad secesionista en los territorios de habla inglesa, condujeron a una guerra.
Camerún es conocido por sus estilos musicales autóctonos, especialmente el makossa y el bikutsi, así como por los éxitos de su selección nacional de fútbol, considerada una de las mejores selecciones futbolísticas tras participar en ocho mundiales. Su población es predominantemente cristiana, con una minoría significativa que practica el islam y religiones tradicionales africanas. Es miembro de la Unión Africana, las Naciones Unidas, la Mancomunidad de Naciones, el Movimiento de Países No Alineados y la Organización de Cooperación Islámica.

## Toponimia
Los portugueses le pusieron el nombre de Rio dos Camarões (Río de los camarones), tras constatar la abundancia de gambas y cangrejos de ríos de la zona; a través del inglés (Cameroon) se deriva la actual denominación del país.

## Historia

### Periodo precolonial
Hay restos arqueológicos que demuestran que la humanidad ha habitado el territorio de Camerún desde el Neolítico. Los pobladores que llevan más tiempo en la zona son los grupos pigmeos, como los baka. La cultura «sao» apareció alrededor del lago Chad aproximadamente en el año 500 y dio paso al Imperio Kanem-Bornu. También aparecieron otros reinos y comunidades en el oeste, como los bamileke, los bamun y los tikar.
Los navegantes portugueses llegaron a la costa camerunesa en 1472. En los siglos siguientes los europeos comerciaron con los pueblos costeros mientras los misioneros se establecieron en el interior.

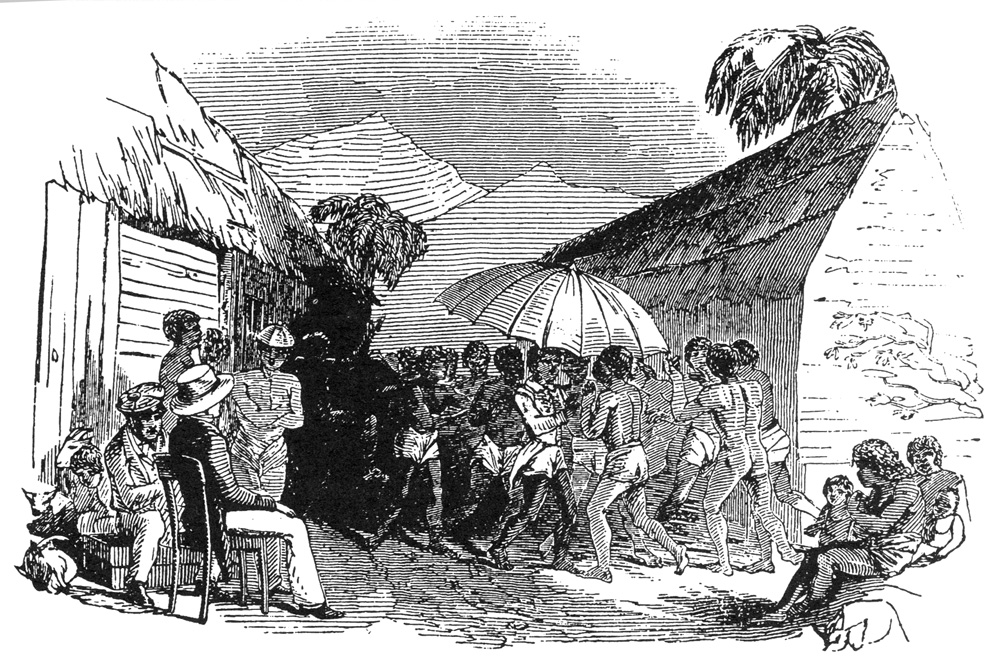
Joseph Merrick, un misionero baptista jamaiquino en un funeral isubu en 1845.

A principios del siglo XIX, Modibo Adama lideró a los soldados fulani en una yihad en el norte contra los pueblos kirdi (no musulmanes) y los musulmanes que todavía conservaban elementos paganos. Los adama fundaron el emirato Adamawa, vasallo del califato de Sokoto de Usman dan Fodio. Los grupos que huían de los guerreros fulani desplazaron a su vez a otros, lo que supuso una importante redistribución de la población.
En 1884, el Imperio alemán empezó a erigir factorías en la región e implantó el régimen colonial, pero tras la derrota sufrida por Alemania en la Primera Guerra Mundial, el territorio fue dividido en dos mandatos, uno correspondiente a Francia (el de mayor extensión) y otro a Reino Unido. El Camerún francés accedió a la autonomía interna en 1959 y al año siguiente proclamó su total independencia como República. En 1961 la parte sur del Camerún británico decidió unirse a la República del Camerún, mientras que el Norte prefirió adherirse a Nigeria.

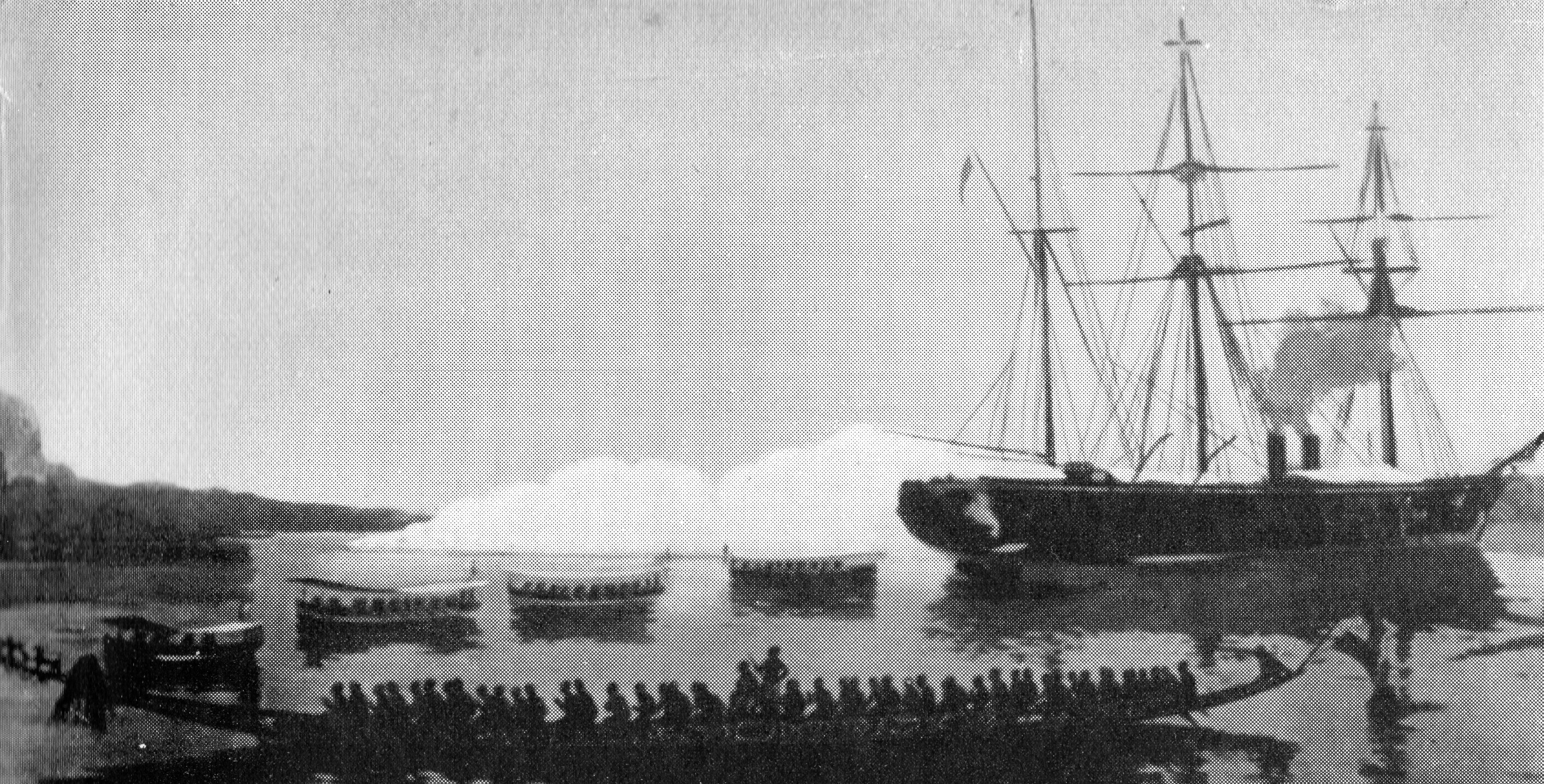
La corbeta alemana SMS Olga durante el bombardeo de Hickorytown (hoy Duala), Camerún, el 21 de diciembre de 1884.

### Colonización alemana
Las casas comerciales alemanas habían estado activas en Gabón desde 1862, incluida la casa de Hamburgo Woermann, cuyo agente Emil Schulz también actuó como cónsul imperial con poderes oficiales hasta el estuario de Camerún. En 1868, Woermann estableció las primeras fábricas alemanas en Duala. El 19 de marzo de 1884, el canciller imperial Bismarck nombró al explorador africano y antiguo cónsul general alemán en Túnez, Gustav Nachtigal, como comisario imperial para la Costa Occidental de África, con la tarea de poner las zonas de interés para el comercio alemán bajo protectorado alemán. Esto incluía la franja costera entre el Delta del Níger y Gabón, especialmente la parte situada frente a la isla española de Fernando Poo, en la Bahía de Biafra.  
El 10 de julio de 1884, el Reichskommissar Nachtigal, procedente de Togo, llegó a Duala en el SMS Möwe. Tras la firma de tratados de protección entre la delegación alemana y los líderes más importantes de los Duálá, Ndumb'a Lobe (Rey Campana) y Ngand'a Kwa (Akwa), los días 11 y 12 de julio de 1884, se izó la bandera alemana y se declaró la "Mandato de protección" en Duala el 14 de julio. El cónsul británico Hewett, que llegó cinco días después y quería tomar posesión de Camerún para Inglaterra, tuvo que contentarse con una protesta formal. Se le apodó «el cónsul demasiado tardío».

Mapa del Camerún Alemán en 1914 (en verde, en gris claro otras posesiones alemanas en África)

Los enfrentamientos entre clanes rivales de Duálá fueron sofocados en diciembre de 1884 por las tripulaciones de las corbetas SMS Bismarck y SMS Olga bajo el mando del contralmirante Eduard von Knorr. Aunque los combates no estaban dirigidos principalmente contra el dominio alemán, la supresión por parte de la Kaiserliche Marine marcó el inicio del sometimiento militar de la colonia. El director de correos Peglow escribió en 1939:

«El negro estaba inclinado a someterse al más fuerte, así que había que mostrarle el poder del Imperio Alemán».
Peglow

Los límites provisionales de la colonia se fijaron un año después en la Conferencia del Congo (Acta del Congo) celebrada en Berlín. Los límites definitivos se basaron en los tratados de 3 de mayo de 1885 (con Gran Bretaña), 24 de diciembre de 1885 (con Francia), 27 de julio de 1886 (con Gran Bretaña), 2 de agosto de 1886 (con Gran Bretaña), 14 de abril de 1893 (con Gran Bretaña), 15 de noviembre de 1893 (con Gran Bretaña), 15 de marzo de 1894 (con Francia), 1901 y 1902 (con Francia) y 1908 (con Francia).
La colonia volvió a ampliarse considerablemente en 1911 en el Acuerdo Marruecos-Congo a costa de las colonias francesas de África Central (Nuevo Camerún). En cambio, una zona más pequeña en el noreste de Camerún, el llamado Duck's Bill, se incorporó al África Ecuatorial francesa. La zona anterior de la colonia alemana se denominó posteriormente Viejo Camerún. Un acuerdo fronterizo germano-británico añadió la península de Bakassi a Camerún en 1913.

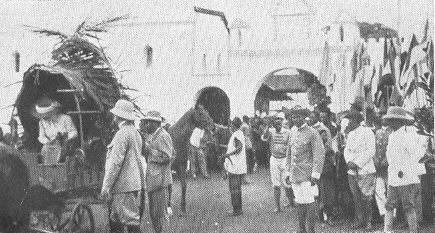
Puesto fronterizo alemán durante el período colonial.

Después de que el Imperio Alemán reclamase el territorio como propio en 1884, pasó a ser la colonia de Kamerun. Alemania estaba especialmente interesada en el potencial agrícola de Camerún y confió a grandes empresas la tarea de explotarlo y exportarlo. El canciller Otto von Bismarck definió así el orden de prioridades: primero el comerciante, luego el soldado. Fue bajo la influencia del empresario Adolph Woermann, cuya empresa instaló una casa de comercio en Douala, cuando Bismarck, inicialmente escéptico sobre el interés del proyecto colonial, se convenció. Las grandes empresas comerciales y concesionarias alemanas se establecieron masivamente en la colonia.
Dejando que las grandes empresas impusieran su orden, la administración se contentó con apoyarlas y protegerlas y con eliminar las rebeliones indígenas. Los alemanes se introdujeron en el interior del país, rompiendo el monopolio sobre el comercio que ejercían los pueblos costeros como los duala e intensificaron su control sobre la región. También iniciaron plantaciones a lo largo de la costa. Realizaron cuantiosas inversiones en la infraestructura de la colonia: construcción de vías férreas y carreteras. Sin embargo, los pueblos indígenas se mostraron reacios a trabajar en estos proyectos, así que el gobierno instigó un severo sistema de trabajo forzado.
En su máxima extensión la colonia alemana tenía unos 790 000 km² (1912).

### Colonización franco-británica
Tras la derrota de Alemania en la Primera Guerra Mundial, Camerún quedó bajo el mandato de la Sociedad de Naciones y se dividió en el Cameroun francés y el Cameroons británico en 1919.

Desarrollo territorial de Camerún entre 1901-1972:
Kamerun alemán
Camerún británico (Septentrional y Meridional)
Camerún francés
República de Camerún

Los territorios adquiridos por Alemania en 1911, llamados en su conjunto Neukamerun (en español «Nuevo Camerún»), pasaron a formar parte de África Ecuatorial Francesa.
Durante los primeros veinte años, Francia trabajó para sofocar las rebeliones de los kirdis en el norte de Camerún. Aunque la «pacificación» de esta región estuvo acompañada de masacres y saqueos recurrentes, Francia, a diferencia de Alemania, también practicó una política de asimilación en consonancia con lo que ocurría en sus otras colonias. Francia mejoró la infraestructura de su territorio mediante grandes inversiones, trabajadores capacitados y trabajos forzados continuados. El Camerún francés superó al británico en producto nacional bruto, educación y facilidades sanitarias. Sin embargo, estas mejoras llegaron solo a Duala, Foumban, Yaundé, Kribi y el territorio entre ellas. La economía quedó muy ligada a la francesa; las materias primas enviadas a Europa se volvían a vender a la colonia una vez manufacturadas. Hoy en día, más de 50 años después de las independencias de Camerún, la economía camerunesa sigue muy ligada a la antigua metrópoli francesa, aunque han entrado nuevos actores como China, España, Italia y los Estados Unidos. "Las relaciones con Francia siguen siendo intensas en todos los ámbitos (más de 160 empresas operan en el país). En los últimos años, con la crisis en los países vecinos de Camerún (RCA y Nigeria), Francia ha reforzado su colaboración político-militar".
Gran Bretaña administró su territorio desde la vecina Nigeria. Los nativos se quejaron de que esto los hacía «colonia de una colonia». Se produjo un movimiento de trabajadores de procedencia nigeriana hacia el sur de Camerún, lo que eliminó la necesidad de los trabajos forzados pero causó malestar a los pueblos indígenas. Los británicos le prestaron poca atención al Camerún del norte.
El mandato de la Sociedad de Naciones se transformó en el Consejo de Administración Fiduciaria de las Naciones Unidas en 1946. La cuestión de la independencia pasó a ser un asunto candente en el Camerún Francés, donde los diferentes partidos políticos tenían ideas distintas sobre las metas y el calendario del autogobierno. La Unión des Populations du Cameroun (UPC), el partido más radical, abogaba por la independencia inmediata y la implantación de la economía socialista. Francia ilegalizó el partido el 13 de julio de 1955, y emprendió una auténtica masacre silenciada que se ha llamado el 'Genocidio Bamileké' o el 'Genocidio de Camerún' y el asesinato de sus líderes, Ruben Um Nyobé, Félix-Roland Moumié entre otros. Francia finalmente garantizó la autonomía del territorio afianzando a su candidato Ahmadou Ahidjo. En el Camerún británico la cuestión era distinta, pues se debatían entre reunificarse con el Camerún francés o unirse a Nigeria, las únicas opciones impuestas por la ONU, frente a la independencia como país propio e independiente.

### Tras la independencia

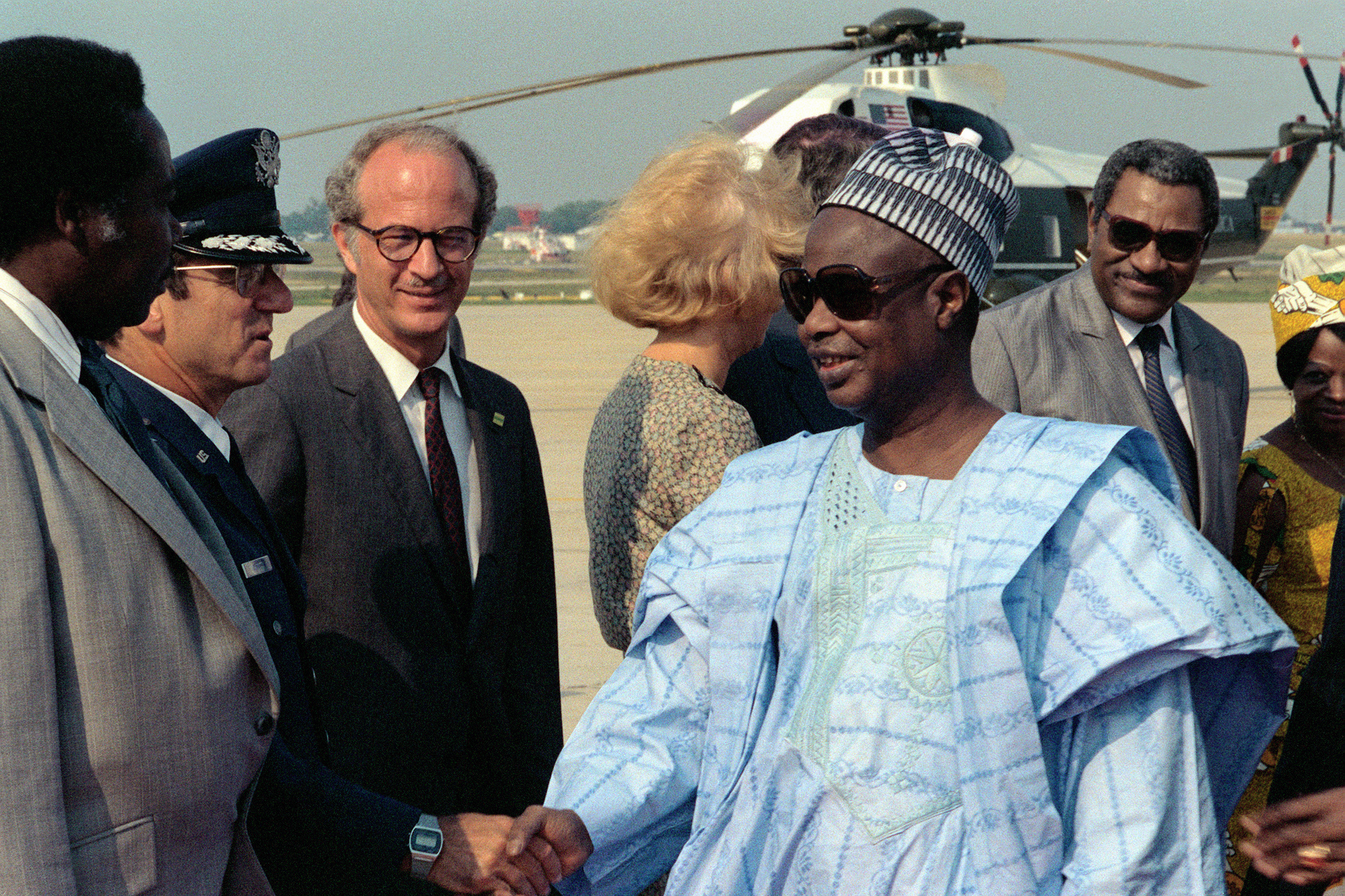
Ahmadou Ahidjo llega a Washington D. C. en julio de 1982

El 1 de enero de 1960 el Camerún francés obtuvo la independencia. Su primer presidente fue Ahmadou Ahidjo. El 1 de octubre de 1961 el sur de Camerún británico se reunificó con el Camerún francés para formar la república de Camerún. El Camerún del norte británico optó en cambio por unirse a Nigeria. Con el tiempo, las reivindicaciones culturales y políticas de la minoría angloparlante descendiente de la población del Camerún Meridional (británico), en un país de mayoría francófona, acabarían dando lugar al llamado problema anglófono camerunés. La guerra con el UPC permitió a Ahidjo concentrar el poder en la presidencia. La resistencia fue finalmente suprimida en 1971, pero se continuó en estado de emergencia. Ahidjo insistió en el nacionalismo evitando el tribalismo. La Unión Nacional de Camerún (CNU) pasó a ser el único partido de la nación el 1 de septiembre de 1966. En 1972 se abolió el sistema federal de gobierno en favor del gobierno centralista desde Yaundé.
Sin embargo, esta independencia siguió siendo en gran medida teórica, ya que los «consejeros» franceses se encargaban de asistir a cada ministro y tenían la realidad del poder. El gobierno gaullista preservó su ascendiente sobre el país mediante la firma de «acuerdos de cooperación» que afectaban a todos los sectores de la soberanía camerunesa. Así, en el ámbito monetario, Camerún conservó el franco CFA y confió su política monetaria a su antigua potencia tutelar. Francia explota todos los recursos estratégicos y mantiene tropas en el país. Fueron oficiales franceses quienes, durante los años sesenta, dirigieron clandestinamente las operaciones represivas llevadas a cabo por el ejército camerunés contra los últimos bastiones de la insurrección «upecista», principalmente en el oeste del país. Torturas, reagrupamiento y desplazamiento forzoso de poblaciones, ejecuciones extrajudiciales, guerra psicológica, pueblos arrasados o bombardeados con napalm. El número de muertos en la guerra de Camerún, en los años 50 y 60, se estima entre 76 000 y 120 000, según fuentes oficiales francesas y británicas.
Económicamente, Ahidjo emprendió una política de liberalismo. La agricultura fue la prioridad inicial, pero el descubrimiento de yacimientos petrolíferos en 1970 cambió la situación. El dinero del petróleo se empleó para crear una reserva financiera, pagar a los cultivadores y financiar proyectos de desarrollo. Se expandieron principalmente los sectores de comunicaciones, educación, transporte e infraestructura hidroeléctrica. Sin embargo, Ahidjo dio los puestos de responsabilidad en las nuevas industrias a sus aliados como recompensa. Muchos fracasaron por incompetencia.
Ahidjo dimitió el 4 de noviembre de 1982, dejando el poder en manos del sucesor según la constitución, Paul Biya. Sin embargo, Ahidjo siguió ejerciendo el control de la CNU, lo que conllevó una lucha de poder entre ambos presidentes. Cuando Ahidjo trató de establecer el derecho del partido a elegir al presidente Biya y sus aliados lo presionaron para dimitir. Biya celebró elecciones para los oficiales del partido y para la Asamblea Nacional de Camerún. Sin embargo, tras un golpe de Estado fallido el 6 de abril de 1984, optó por seguir el estilo de gobierno de su predecesor. Camerún obtuvo la atención internacional el 21 de agosto de 1986 cuando el lago Nyos expelió gases tóxicos y mató entre 1700 y 2000 personas.
El primer desafío importante de Biya fue la crisis económica que azotó el país desde mediados de los ochenta hasta finales de los noventa, resultado de la coyuntura económica internacional, la sequía, la caída de los precios del petróleo, la corrupción política y la mala gestión. Camerún pidió la ayuda extranjera, redujo los fondos para la educación, el gobierno y la salud pública, y privatizó industrias. Esto produjo el descontento de la parte anglófona del país, quienes pidieron mayor autonomía, mientras que el Consejo Nacional del Camerún Sur pidió la independencia completa de la región de Camerún Meridional con el nombre de República de Ambazonia.
En junio de 2006 se resolvieron las conversaciones con Nigeria sobre la disputa territorial en la península de Bakassi. En dichas conversaciones participaron el presidente camerunés Paul Biya, el entonces presidente de Nigeria Olusegun Obasanjo y el secretario general de la ONU Kofi Annan, dando como resultado el control camerunés de la península, que cuenta con una importante reserva de petróleo. La parte norte fue entregada formalmente al gobierno de Camerún en agosto de 2006, y el resto de la península quedó en manos de Camerún dos años después, en 2008. El cambio de frontera en la península supuso el levantamiento en armas de parte de la población local, que no reconocía el dominio de Camerún sobre el territorio.

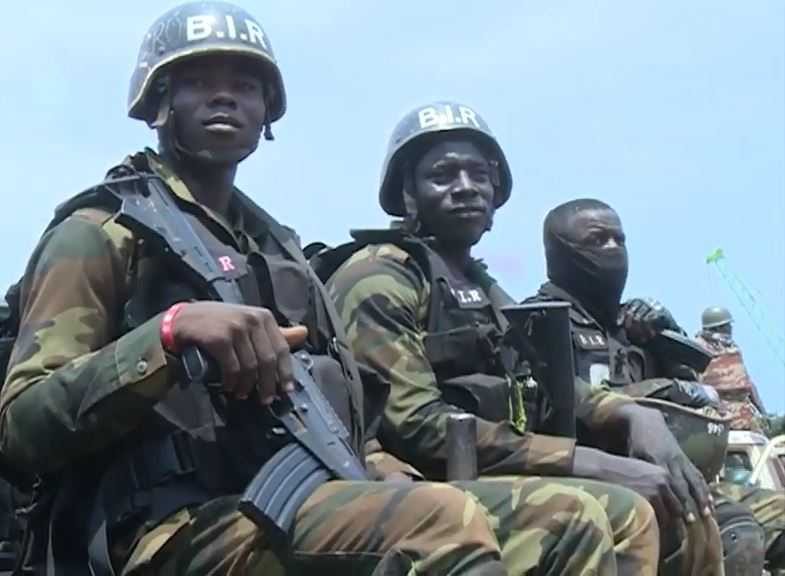
Tropas de Camerún movilizadas durante el Conflicto de Ambazonia que busca la separación de la parte anglófona del país

En 2014, el país afrontó un importante conflicto en el norte de Camerún contra Boko Haram, en zonas fronterizas con Nigeria. Durante este periodo, la organización terrorista realizó diversos ataques en el país, incluyendo ataques contra civiles y posiciones militares, y el intento fallido de ataque a una base militar en Kolofata, que supuso la intervención del ejército camerunés, quien repelió el ataque y mató a 143 insurgentes. En 2015, se produjo un ataque por parte de terroristas de Boko Haram contra la ciudad de Fotokol, en el que un gran número de civiles fueron asesinados. Finalmente, en 2018 el gobierno camerunés declaró la victoria final contra Boko Haram.
En diciembre de 2021, los conflictos en el norte del país entre pescadores musgum y pastores de etnia árabe choa por el acceso al agua provocaron la huida de más de 30 000 cameruneses a Chad.

### El problema anglófono
Los líderes de la antigua zona británica han venido pidiendo en los últimos años mayor autonomía o la secesión en lo que sería la República de Ambazonia. El llamado «problema anglófono»se viene incrementando desde 2016 de forma alarmante al haber usado el Gobierno de Yaundé la violencia indiscriminada para reprimir las protestas de abogados, profesores y población en general que protestaban para seguir usando el idioma inglés en las escuelas y los tribunales. Además, miles de personas demandaban el regreso a la república federal o la independencia de Camerún Meridional bajo el nombre de República de Ambazonia. La represión en el territorio, unido al bloqueo de acceso a internet en las zonas occidentales del país, supuso el inicio de un conflicto armado entre guerrillas de grupos independentistas y el ejército militar camerunés. Dicho conflicto ha provocado el éxodo de aproximadamente 500 000 personas a otras zonas del territorio.

## Gobierno y política

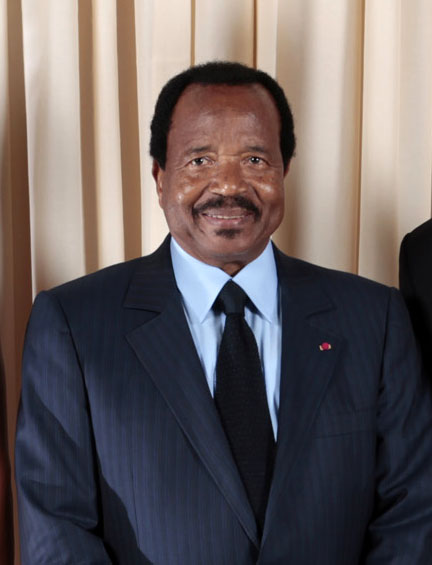
El presidente de Camerún, Paul Biya.

Gobierna desde 1982 Paul Biya de la Alianza Democrática Popular (APDC). La APDC también obtuvo presuntamente la mayoría en el Parlamento en 1992, 1997, 2011 y 2018.
El principal grupo de oposición, el Frente Socialdemócrata, ha cuestionado el resultado de esos comicios. En 1997, su candidato, John Fru Ndi, rechazó la victoria de Biya. Todas las elecciones multipartidistas de Camerún han sido tachadas de fraudulentas e ilegítimas, pues el partido de Biya controla todos los recursos del Estado y los organismos encargados de los sufragios están compuestos y dirigidos por personas afines, desde ELECAM hasta el Consejo Constitucional. Reprimiendo la contestación social a sangre, reformó la Constitución en 2008 para anular el límite de mandatos. Las últimas elecciones han visto aparecer nuevos líderes como Joshua Osih del SDF, Maurice Kamto del MRC y Cabral Libii del partido Univers y los resultados ha sido de nuevo cuestionados por la práctica exclusión de la población de las dos regiones anglófonas (están en guerra desde 2016) y por los numerosos casos de fraude documentados por los ciudadanos dentro y fuera del país y disponibles en las redes sociales y en Internet.

### Derechos humanos
En materia de derechos humanos, respecto a la pertenencia a los siete organismos de la Carta Internacional de Derechos Humanos, que incluyen al Comité de Derechos Humanos (HRC), Camerún ha firmado o ratificado:
| Camerún | Tratados internacionales | Tratados internacionales | Tratados internacionales | Tratados internacionales | Tratados internacionales  | Tratados internacionales | Tratados internacionales | Tratados internacionales | Tratados internacionales    | Tratados internacionales | Tratados internacionales | Tratados internacionales | Tratados internacionales    | Tratados internacionales | Tratados internacionales | Tratados internacionales  | Tratados internacionales    | Tratados internacionales    |
| --- | --- | ------------------------ | --- | --- | ------------------------- | ------------------------ | ------------------------ | --- | --------------------------- | --- | ------------------------ | --- | --------------------------- | ------------------------ | ------------------------ | ------------------------- | --------------------------- | --------------------------- |
| Camerún | CESCR | CESCR                    | CCPR | CCPR | CCPR                      | CERD                     | CED                      | CEDAW | CEDAW                       | CAT | CAT                      | CRC | CRC                         | CRC                      | CRC                      | MWC                       | CRPD                        | CRPD                        |
| Camerún | CESCR | CESCR-OP                 | CCPR | CCPR-OP1 | CCPR-OP2-DP               | CERD                     | CED                      | CEDAW | CEDAW-OP                    | CAT | CAT-OP                   | CRC | CRC-OP-AC                   | CRC-OP-SC                | CRC-OP-CP                | MWC                       | CRPD                        | CRPD-OP                     |
| Pertenencia | Camerún ha reconocido la competencia de recibir y procesar comunicaciones individuales por parte de los órganos competentes. | Sin información.         | Camerún ha reconocido la competencia de recibir y procesar comunicaciones individuales por parte de los órganos competentes. | Camerún ha reconocido la competencia de recibir y procesar comunicaciones individuales por parte de los órganos competentes. | Ni firmado ni ratificado. | Firmado y ratificado.    | Sin información.         | Camerún ha reconocido la competencia de recibir y procesar comunicaciones individuales por parte de los órganos competentes. | Firmado pero no ratificado. | Camerún ha reconocido la competencia de recibir y procesar comunicaciones individuales por parte de los órganos competentes. | Sin información.         | Camerún ha reconocido la competencia de recibir y procesar comunicaciones individuales por parte de los órganos competentes. | Firmado pero no ratificado. | Firmado y ratificado.    | Sin información.         | Ni firmado ni ratificado. | Firmado pero no ratificado. | Firmado pero no ratificado. |
| Firmado y ratificado, firmado, pero no ratificado, ni firmado ni ratificado, sin información, ha accedido a firmar y ratificar el órgano en cuestión, pero también reconoce la competencia de recibir y procesar comunicaciones individuales por parte de los órganos competentes. | |                          | | |                           |                          |                          | |                             | |                          | |                             |                          |                          |                           |                             |                             |

 Las cifras de las Naciones Unidas indican que más de 21 000 personas han huido a los países vecinos, mientras que 160 000 han sido desplazadas internamente por la violencia, muchas de las cuales se habrían escondido en los bosques. Las prisiones dirigidas por los gobernantes tradicionales del norte se encargan de retener a los opositores políticos a instancias del gobierno. Sin embargo, desde la primera década del siglo XXI, un número cada vez mayor de policías y gendarmes han sido procesados por conducta impropia. El 25 de julio de 2018, el Alto Comisionado de las Naciones Unidas para los Derechos Humanos, Zeid Ra'ad Al Hussein, expresó su profunda preocupación por los informes de violaciones y abusos en las regiones anglófonas del noroeste y suroeste de Camerún.
Los actos sexuales entre personas del mismo sexo están prohibidos por el artículo 347-1 del código penal, con una pena de entre seis meses y cinco años de prisión.
Desde diciembre de 2020, Human Rights Watch afirmó que el grupo armado islamista Boko Haram ha intensificado los ataques y ha matado al menos a 80 civiles en ciudades y pueblos de la región del Extremo Norte de Camerún.

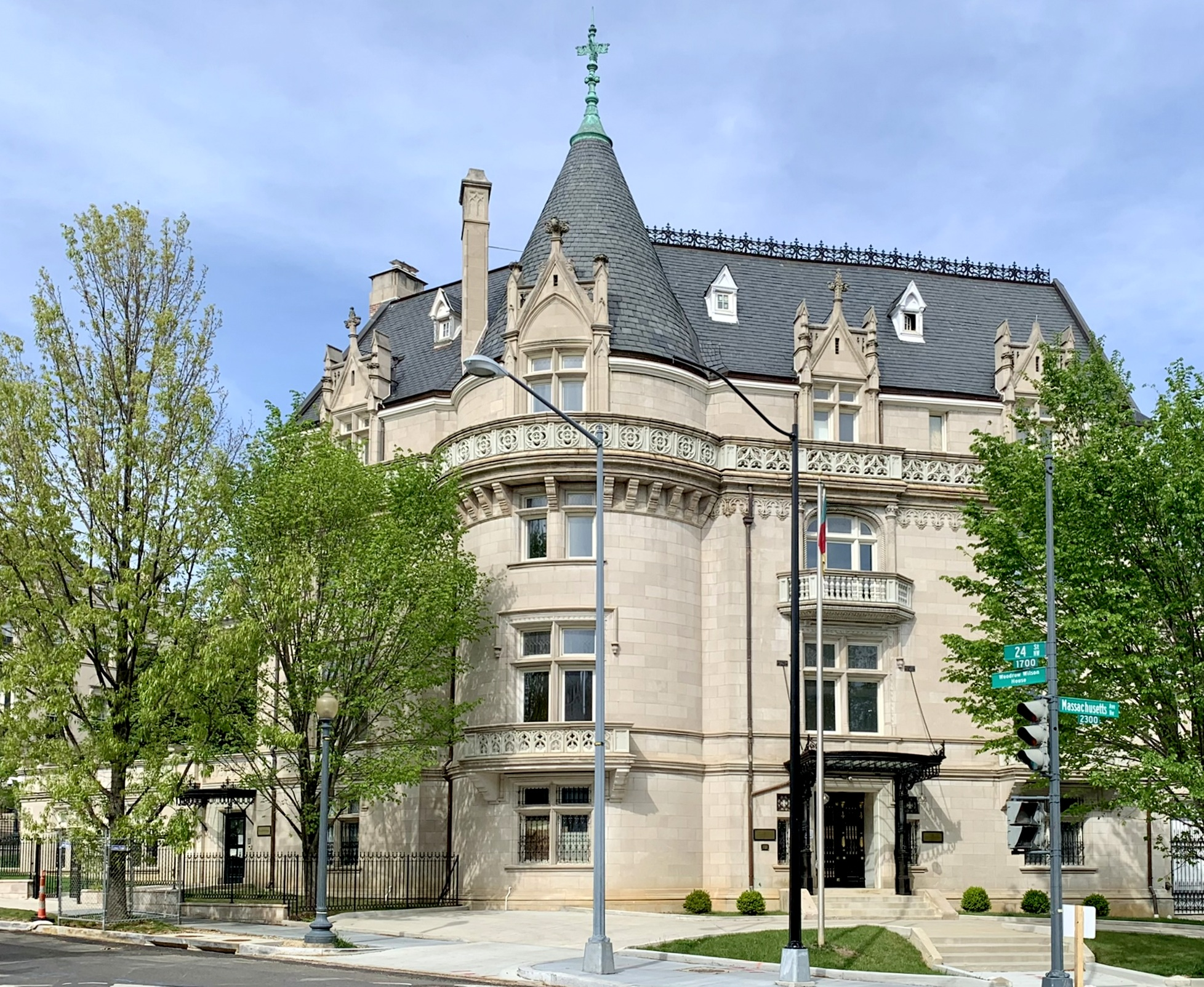
Embajada de Camerún en Washington, D.C, Estados Unidos

### Relaciones Exteriores
Camerún es miembro de la Mancomunidad de Naciones y de la Francofonía.
Su política exterior sigue de cerca la de su principal aliado, Francia (uno de sus antiguos gobernantes coloniales) Camerún depende en gran medida de Francia para su defensa, aunque el gasto militar es elevado en comparación con otros sectores del gobierno.
El presidente Biya se enfrentó por décadas al gobierno de Nigeria por la posesión de la península de Bakassi, rica en petróleo. Camerún y Nigeria comparten una frontera de 1600 km y se han disputado la soberanía de la península de Bakassi. En 1994, Camerún solicitó a la Corte Internacional de Justicia que resolviera la disputa. Los dos países intentaron establecer un alto el fuego en 1996, pero los combates continuaron durante años. En 2002, la CIJ dictaminó que el Acuerdo entre el Reino Unido y Alemania de 1913 otorgaba la soberanía a Camerún. La sentencia exigía la retirada de ambos países y denegaba la petición de Camerún de una indemnización por la larga ocupación nigeriana. En 2004, Nigeria no había cumplido el plazo para entregar la península. Una cumbre mediada por la ONU en junio de 2006 facilitó un acuerdo para que Nigeria se retirara de la región y ambos líderes firmaron el Acuerdo de Greentree. La retirada y el traspaso del control se completaron en agosto de 2006.
En julio de 2019, los embajadores de la ONU de 37 países, incluido Camerún, firmaron una carta conjunta al CDH en la que defendían el trato que China daba a los uigures en la región de Xinjiang.

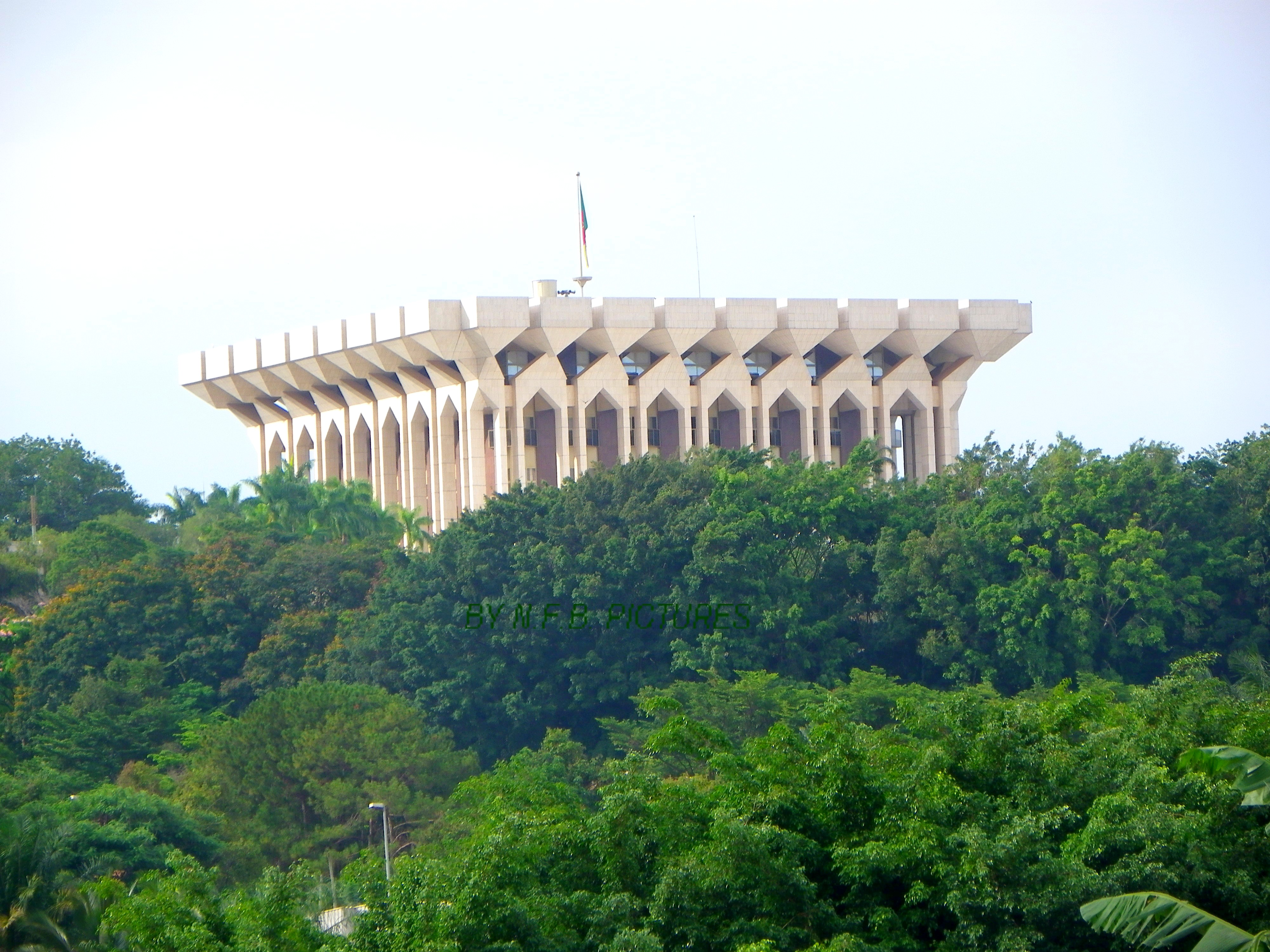
Palacio presidencial conocido como Palais de l'Unité

### Corrupción

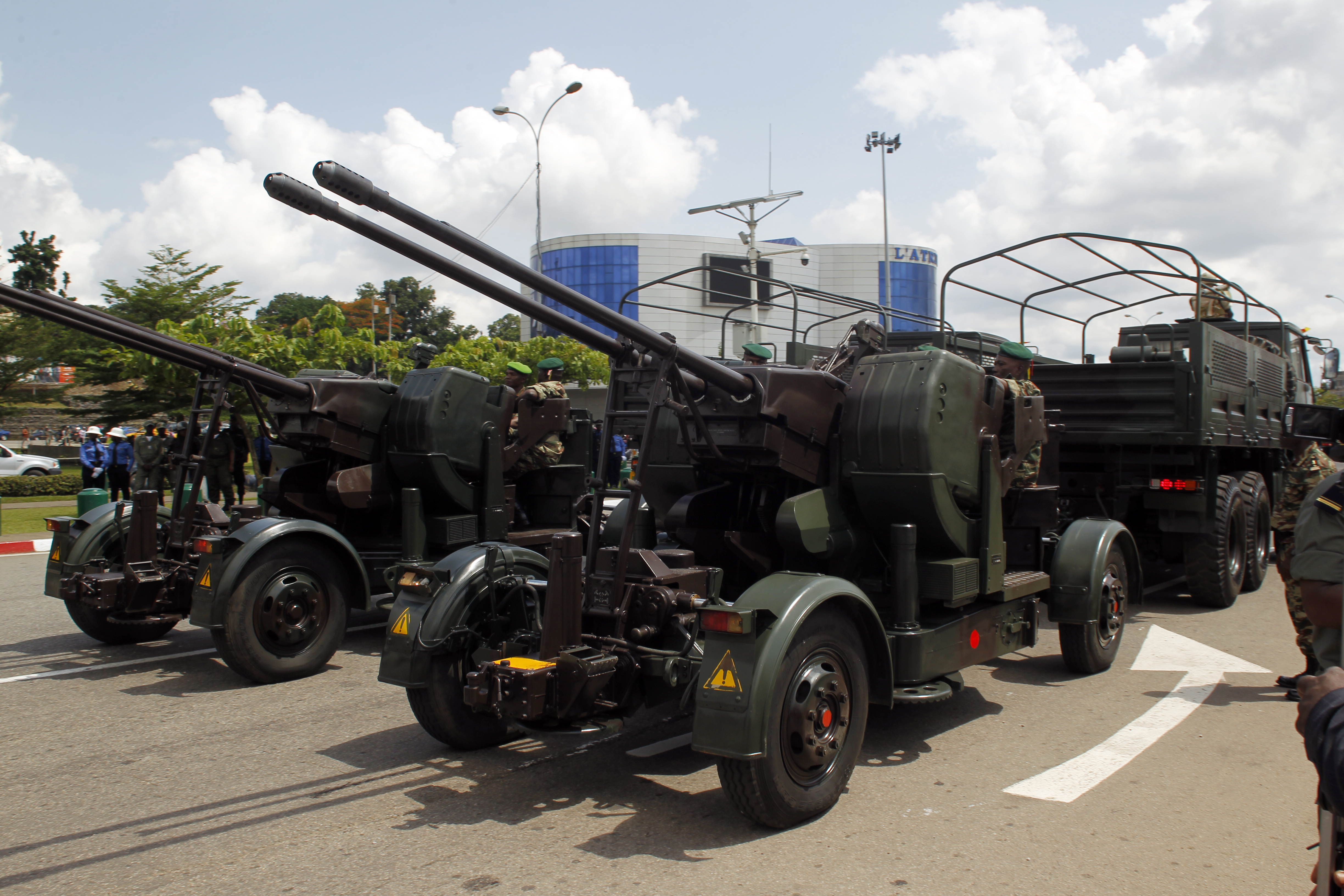
Vehículos militares en la Fiesta nacional de Camerún (fête national du Cameroun)

La corrupción es un problema generalizado. Desde hace años, Camerún figura en el tercio inferior del Índice de Percepción de la Corrupción (IPC) de Transparencia Internacional. Los términos utilizados para designar la corrupción en Camerún son múltiples: gombo, bière, taxi, carburant, motivation, le tchoko y otros.
Desde los recortes salariales masivos que siguieron a las medidas de austeridad del Fondo Monetario Internacional FMI a principios de los años 90, el fenómeno se ha multiplicado. La excesiva burocracia y la falta de transparencia de los procedimientos administrativos alimentan el fenómeno. El poder judicial se considera totalmente corrupto. El linchamiento de delincuentes sorprendidos in fraganti está muy extendido y suele justificarse por la falta de confianza en la integridad de las fuerzas de seguridad.
El puerto de Douala se considera uno de los centros de corrupción. El despacho de aduanas se caracteriza por la falta de transparencia, la arbitrariedad y la burocracia. Las tasas de despacho de aduanas son muy elevadas. Los derechos de aduana se recaudan en tres niveles arancelarios (10%, 20% y 30%). Debido a los elevados costes de transporte, que se incluyen en el cálculo aduanero de conformidad con las normas internacionales, y al IVA del 19,25 por ciento que se les aplica, se producen costes accesorios de adquisición muy elevados, que generan grandes incentivos para la corrupción y causan daños considerables a la economía (pérdidas fiscales, costes elevados de las mercancías importadas en general y de los bienes de equipo en particular, inseguridad jurídica, distorsión de la competencia).
Solo en 2021 Camerún perdió 43 947 millones de Francos CFA  debido a la corrupción en el país.

### Defensa
Las Fuerzas Armadas de Camerún (en francés: Forces armées camerounaises, FAC) son los militares de la República de Camerún. Las Fuerzas Armadas cuentan con 40.000 efectivos repartidos entre las fuerzas terrestres, aéreas y navales. El ejército cuenta con unos 40 000 efectivos repartidos en tres regiones militares. Aproximadamente 1300 efectivos forman parte de la Armada camerunesa, que tiene su cuartel general en Duala. Menos de 600 efectivos forman parte de la Fuerza Aérea. Hay otros 12 500 efectivos paramilitares que desempeñan funciones de gendarmería (fuerza policial) o de reconocimiento.
Las fuerzas armadas camerunesas tienen bases repartidas por todo Camerún, incluida la de Ngaoundéré. Las bases aéreas se encuentran en Garoua, Yaundé, Duala y Bamenda.
Por lo general, han permanecido leales al gobierno y han actuado para garantizar la estabilidad del régimen, sin actuar como fuerza política independiente. La dependencia tradicional de la capacidad de defensa francesa, aunque reducida, continúa siendo así, ya que los asesores militares franceses siguen estrechamente implicados en la preparación de las fuerzas camerunesas para su despliegue en la disputada península de Bakassi.

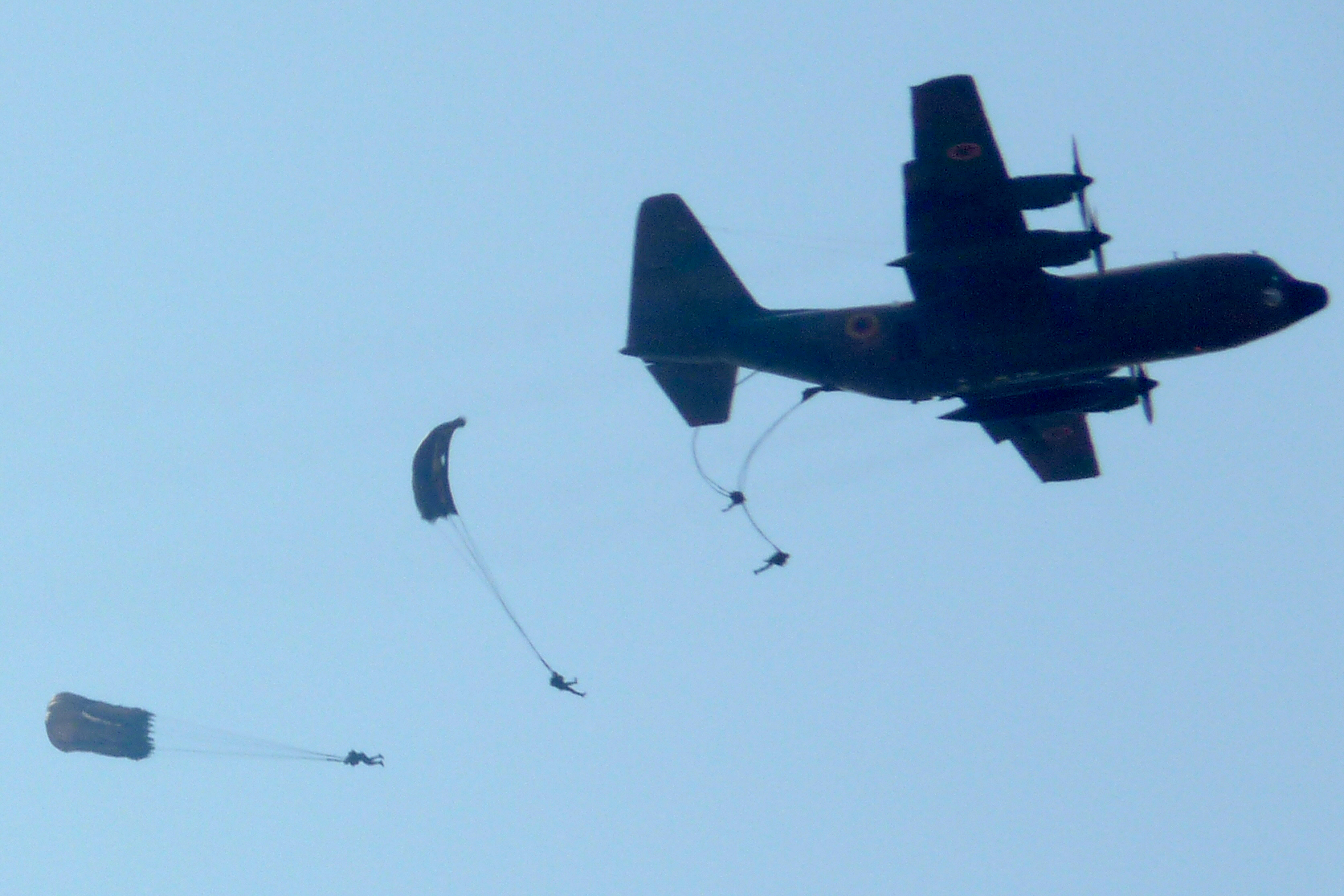
Paracaidistas saltan de un avión de transporte C-130 camerunés

Con más de 40 000 efectivos, el Ejército sigue siendo el componente más importante en términos numéricos. El Ejército está bajo la responsabilidad del jefe de Estado Mayor, el general de División Nkoa Atenga, cuyo Estado Mayor se encuentra en Yaundé.
Actualmente la organización data de 2001 con una distribución en varios tipos de unidades: unidades de combate, unidades de respuesta (unités d'intervention), unités de soutien et d'appui, y por último unidades especiales de reserva que forman parte de 3 regiones militares conjuntas (interarmées) y de los 10 sectores militares terrestres.
Las unidades del ejército han sido entrenadas y equipadas para luchar en el pantanoso terreno costero de la península de Bakassi. Aunque se ha preparado para un conflicto armado con Nigeria en los últimos años, el Ejército camerunés no tiene experiencia operativa contra otras fuerzas, por lo que no es posible evaluar su capacidad de respuesta ante las amenazas cambiantes y las tácticas contrarias.
La fuerza aérea tiene bases en Garoua, Koutaba, Yaundé, Douala y Bamenda. La Fuerza Aérea de Camerún se fundó en 1960, año de la independencia de Francia. Cuenta con menos de 400 efectivos. La Fuerza Aérea de Camerún dispone de 9 aviones con capacidad de combate.

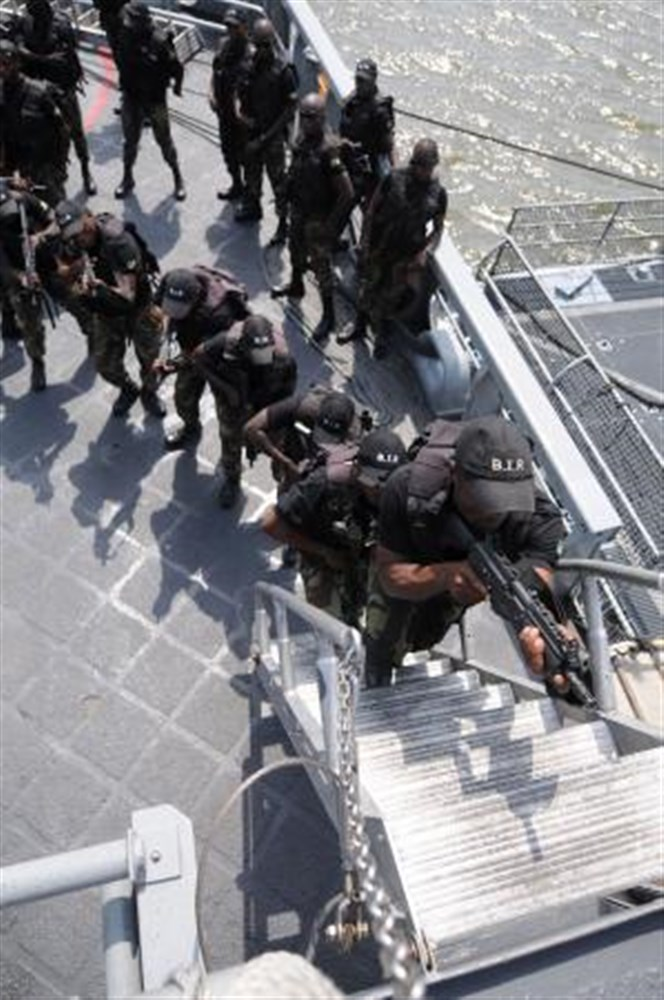
Un equipo de abordaje camerunés realiza un entrenamiento a bordo del buque de la marina nigeriana NNS Thunder (F-90)

La Marina cuenta con unos 1300 efectivos, incluida la infantería naval.
La Gendarmería es una fuerza paramilitar compuesta por unos 9.000 soldados en 2016. Desempeña funciones policiales y de seguridad nacional en todo el país.
Tras un periodo inicial de desarrollo, los requisitos de formación se formalizaron en un decreto gubernamental de abril de 1967. En aquel momento había escasez de instructores cameruneses. Las dos instituciones educativas de la nación son las siguientes
- Academia Militar de Servicios Combinados (Ecole Militaire Interarmes Camerounaises-EMIAC): Es la academia interfuerzas de oficiales, siendo el centro educativo de los futuros oficiales de las fuerzas armadas y de la Gendarmería Nacional. Se creó en 1959 y se inauguró el 18 de enero de 1961.[80] No se graduó ningún oficial hasta 1970. Cada graduación de cadetes tiene lugar el 18 de enero.

- Escuela de Formación de Suboficiales (Ecole des sous officiers du cameroun)

Tanto los oficiales como los suboficiales fueron enviados a diversas escuelas militares en Francia, Grecia y la Unión Soviética. El número total de cadetes militares cameruneses con formación rusa fue escaso.

## Organización territorial
La República de Camerún está dividida territorialmente en 10 regiones, creadas en el año 2008 cuando tras un decreto del Presidente Paul Biya, fueron abolidas las anteriores provincias, que contaban con los mismos límites que las actuales regiones. La mayor parte de las actuales fronteras regionales se mantienen desde la primera división territorial realizada en el año 1960 tras la independencia del país, con la excepción de las regiones Centro y Sur, que permanecieron unidas hasta 1983, y de las de Adamawa y Extremo Norte, que pertenecían en origen a la Región Norte.
|     | Región        | Nombre francés | Capital    | Población (2022) | Área (km²) | Densidad población (/km²) |
| --- | ------------- | -------------- | ---------- | ---------------- | ---------- | ------------------------- |
| 1.  | Adamawa       | Adamaoua       | Ngaoundéré | 1 124 000        | 63701      | 17,6                      |
| 2.  | Centro        | Centre         | Yaundé     | 3 950 044        | 68953      | 57,2                      |
| 3.  | Este          | Est            | Bertoua    | 830 000          | 109002     | 7,6                       |
| 4.  | Extremo Norte | Extrême-Nord   | Maroua     | 3 905 000        | 34263      | 113,9                     |
| 5.  | Litoral       | Littoral       | Duala      | 3 178 000        | 20248      | 156,9                     |
| 6.  | Norte         | Nord           | Garoua     | 2 297 000        | 66090      | 34,7                      |
| 7.  | Noroeste      | Nord-Ouest     | Bamenda    | 1 906 000        | 17300      | 110,17                    |
| 8.  | Sur           | Sud            | Ebolowa    | 773 000          | 47191      | 16,3                      |
| 9.  | Sudoeste      | Sud-Ouest      | Buea       | 1 503 000        | 25410      | 59,1                      |
| 10. | Oeste         | Ouest          | Bafoussam  | 1 875 000        | 13892      | 134,9                     |

## Geografía

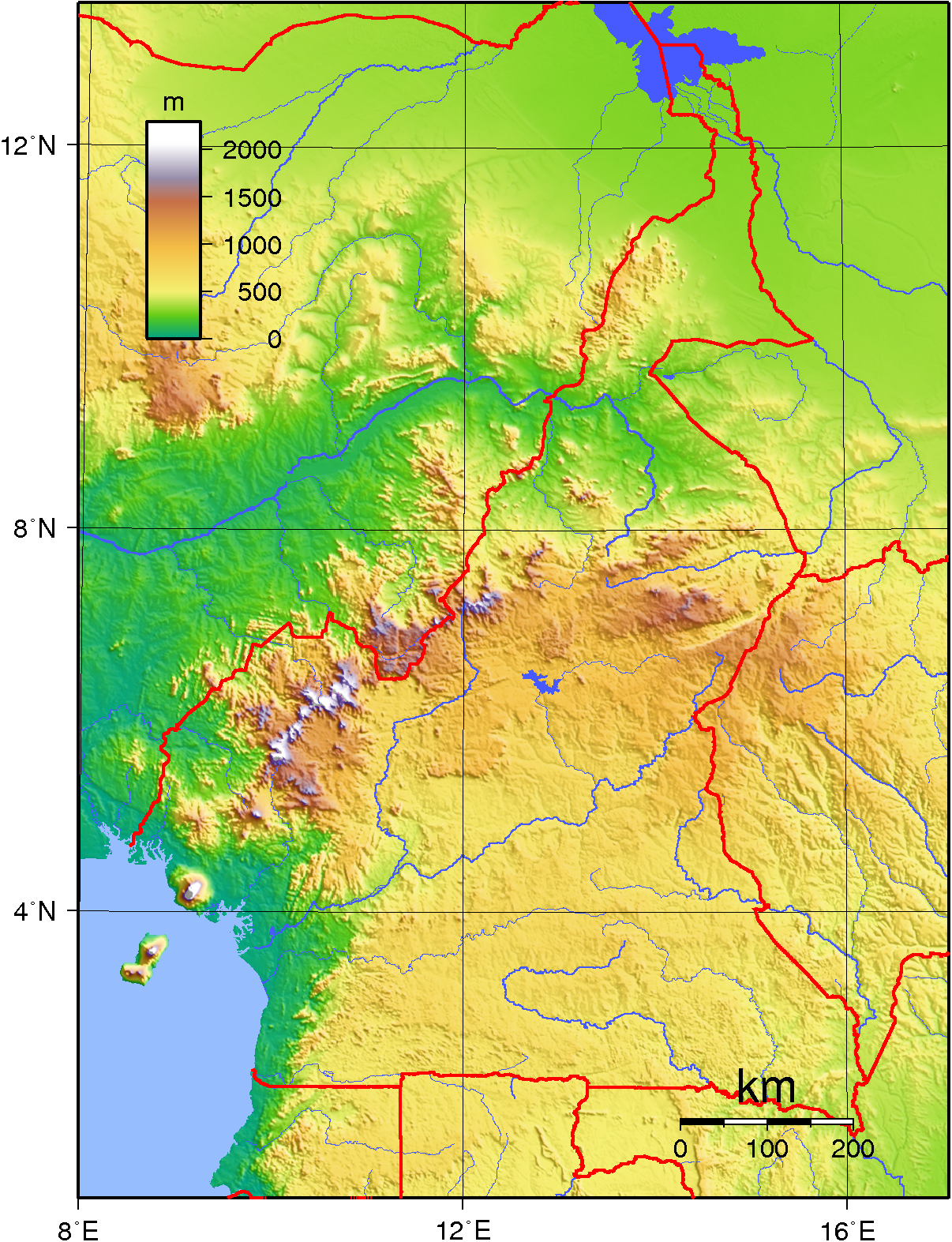
Relieve de Camerún

Camerún está situada geográficamente en África Central, en la zona del Golfo de Guinea, contando con una superficie territorial de 475 440 km², lo que lo convierte en el 54.º país más grande del mundo, con una extensión similar a la de países como España o Papúa Nueva Guinea. Limita al norte y al oeste con Nigeria, al sur con Gabón, Guinea Ecuatorial y la República del Congo, al este con la República Centroafricana y Chad. Al oeste limita con el océano Atlántico, en el Golfo de Biafra, que pertenece al Golfo de Guinea.

### Regiones naturales
En el país se distinguen cuatro principales regiones. Una de ellas es la región litoral, que va desde la costa fronteriza con Nigeria hasta la fronteriza con Guinea Ecuatorial. La ciudad más importante de la costa de Camerún son Duala, en el estuario del río Wouri, y Buea.
Cercana al litoral se encuentra las tierras altas occidentales, en el oeste del país, lugar donde se encuentran las mayores altitudes del país, que alcanzan los 4000 metros de altura, encontrándose en ella el monte Camerún (4095 m), el más alto del país, además de otros como los montes Mandara o Alantika. En la meseta oeste, en la frontera con Nigeria, se encuentra la zona anglohablante del país, cuya ciudad más importante es Bamenda.
Desde la región litoral hacia el interior del país, la atura se va elevando gradualmente hacia la región de las mesetas, que cuenta con una altura media de 650 metros, estando la capital Yaundé a unos 700 m s. n. m. (metros sobre el nivel del mar). En el sur y el sureste el territorio se convierte en selva, la cual se va haciendo más espesa a medida que nos acercamos a la frontera con el Congo. La región de la meseta se extiende por el centro y sur del país y hacia el norte se eleva hacia la Meseta Adamawa, alcanzando una altitud de 1000 metros. La ciudad más importante de esta zona montañosa es Tibesti.
Al norte de la Meseta Adamawa se encuentra la región de las tierras bajas, coincidiendo con la cuenca del río Benue. Las ciudades más importantes del norte de Camerún son Garua y Marua. En el extremo norte del país se encuentra una porción del lago Chad. 

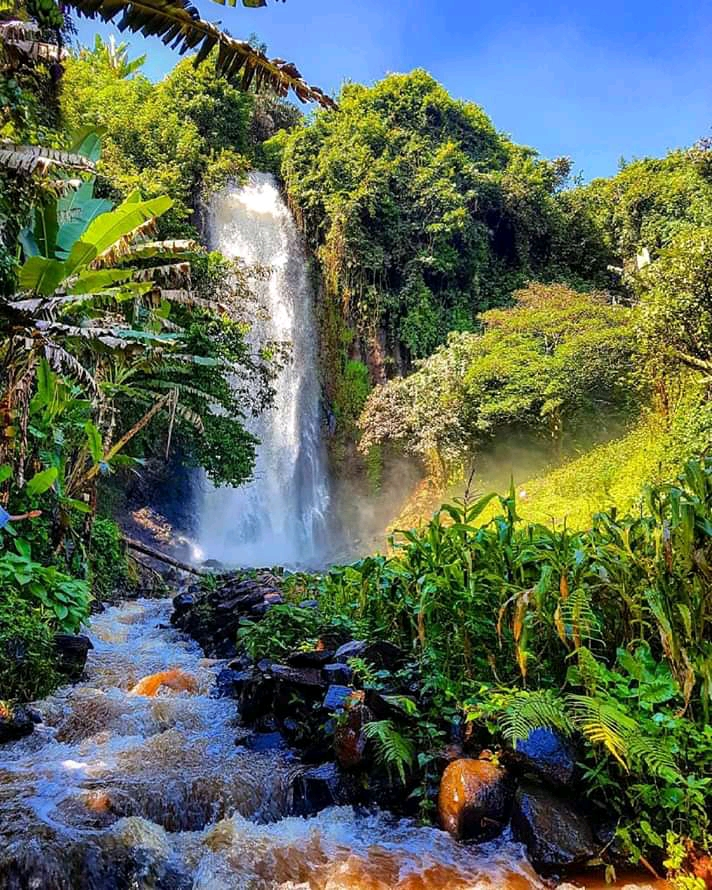
Un de las innumerables cascadas de Camerún

### Hidrografía
Debido a su clima húmedo y a la abundancia de lluvias en la mayor parte de su territorio, en Camerún existen numerosos ríos que vierten sus aguas en cuatro cuencas principales: la atlántica, la cuenca del río Níger, la cuenca del río Congo y la cuenca del lago Chad. Entre los ríos que discurren íntegramente por territorio camerunés, el más importante es el río Sanaga, que naciendo en la Meseta de Adamawa, recorre 918 km hacia el suroeste hasta desembocar en el golfo de Biafra. 
Otro importante río del país es el Benue (1370 km), que también nace en la Meseta de Adamawa, pero discurre hacia el norte y posteriormente al oeste, para atravesar hacia Nigeria, vertiendo sus aguas en el río Níger. En el norte, los ríos Logone y Chari hacen de frontera con el Chad, desembocando en el lago del mismo nombre. Otros ríos importantes nacidos en el sur del país son el Nyong (640 km), desembocando en el Océano Atlántico, y el Dja (720 km), que discurre hacia la República del Congo.
Los principales lagos del país son el lago Chad, al norte, el lago Fianga, lago Nyos, y otros artificiales como el embalse de Mbakaou o el lago Bamendjing.

### Ecología
Los biomas dominantes en Camerún son la sabana, en el norte y centro del país, y la selva umbrófila, en el sur, el oeste y las zonas montañosas. WWF clasifica las sabanas de Camerún en seis ecorregiones, de norte a sur:
- Sabana inundada del lago Chad, en las orillas del lago Chad.
- Sabana de acacias del Sahel, en el extremo norte.
- Mosaico del macizo de Mandara, en el macizo de Mandara, en el noroeste.
- Sabana sudanesa oriental, en el centro-norte.
- Mosaico de selva y sabana de Guinea, en el centro-oeste.
- Mosaico de selva y sabana del norte del Congo, en el centro del país.

Las selvas, por su parte, se clasifican en:
- Selva costera del Cross-Sanaga y Bioko, en las tierras bajas de la costa norte del país.
- Selva montana de Bioko y el monte Camerún, en el monte Camerún.
- Selva de la cordillera de Camerún, en la cordillera de Camerún, por encima de los 900 m s. n. m.
- Selva costera ecuatorial atlántica, en el suroeste.
- Selva de tierras bajas del Congo noroccidental, en el sureste.

Además, hay varios enclaves de manglar de África central en la costa; destacan la zona fronteriza con Nigeria y la región alrededor de Duala.

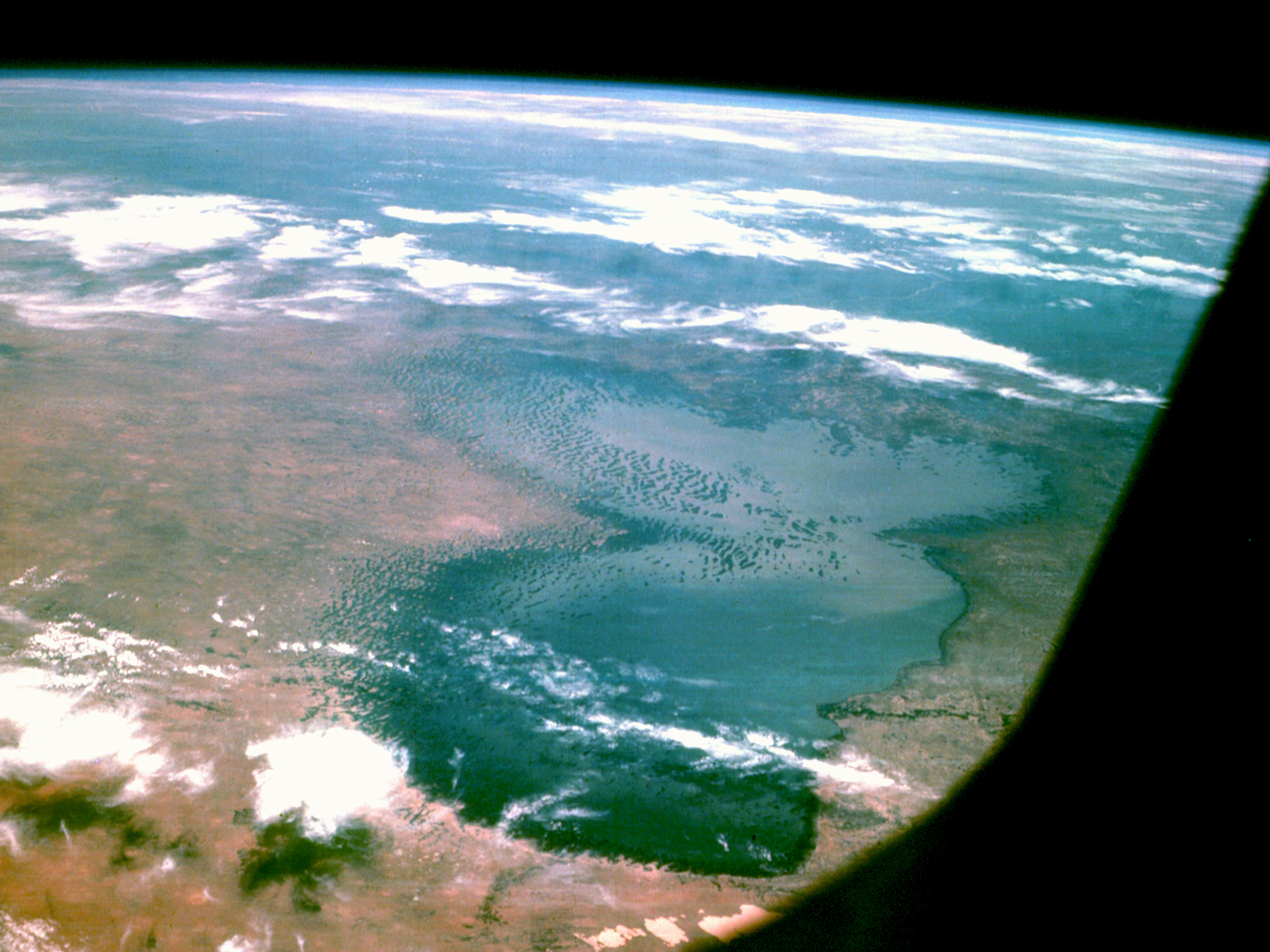
Imagen satelital del lago Chad, en la provincia Extremo-Norte, tomada por el Apollo 7 en octubre de 1968. En la actualidad ha desaparecido casi por completo.
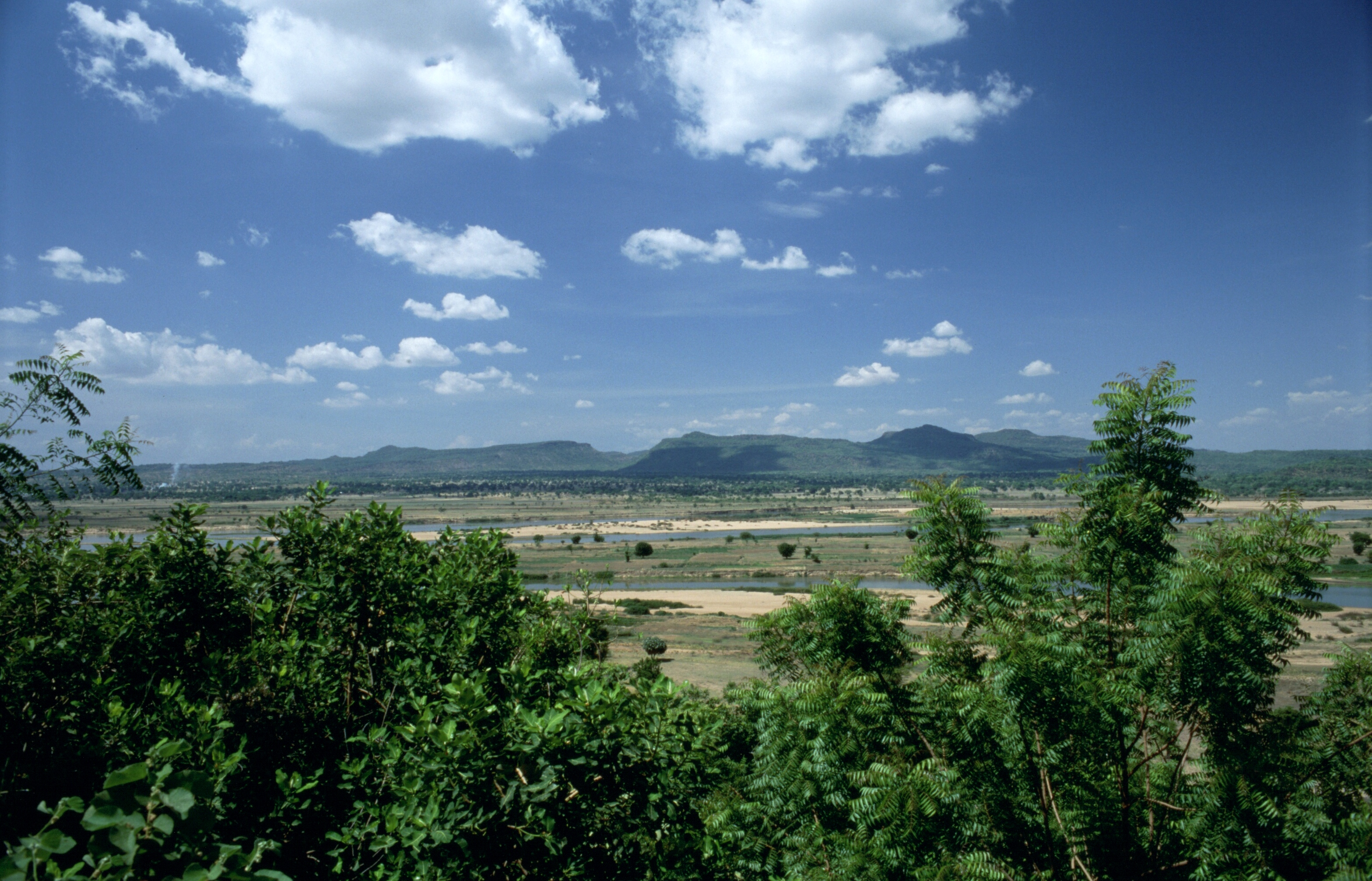
El macizo de Mandara, en la frontera entre Camerún y Nigeria.
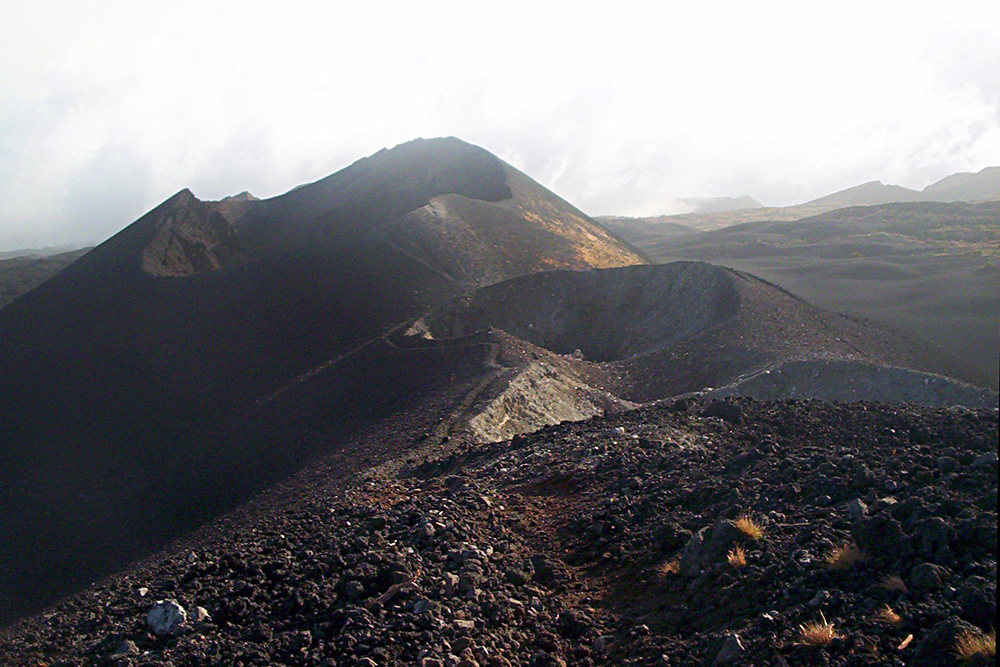
Monte Camerún, con 4095 m s. n. m.
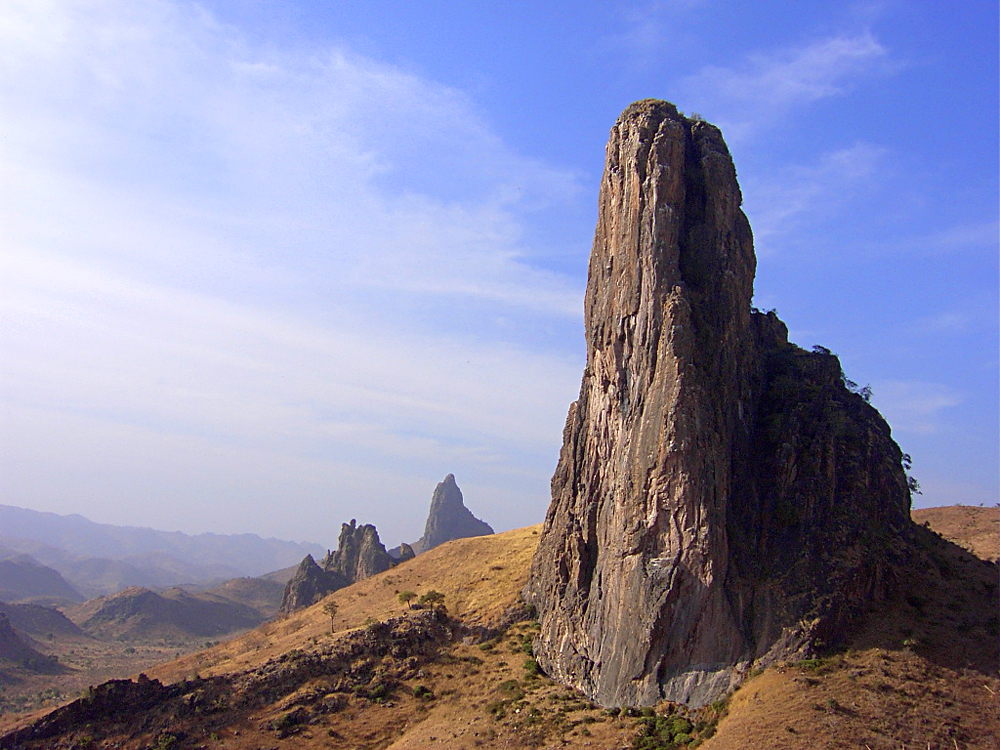
Cuello volcánico en Rhumsiki, al norte del país.

### Clima

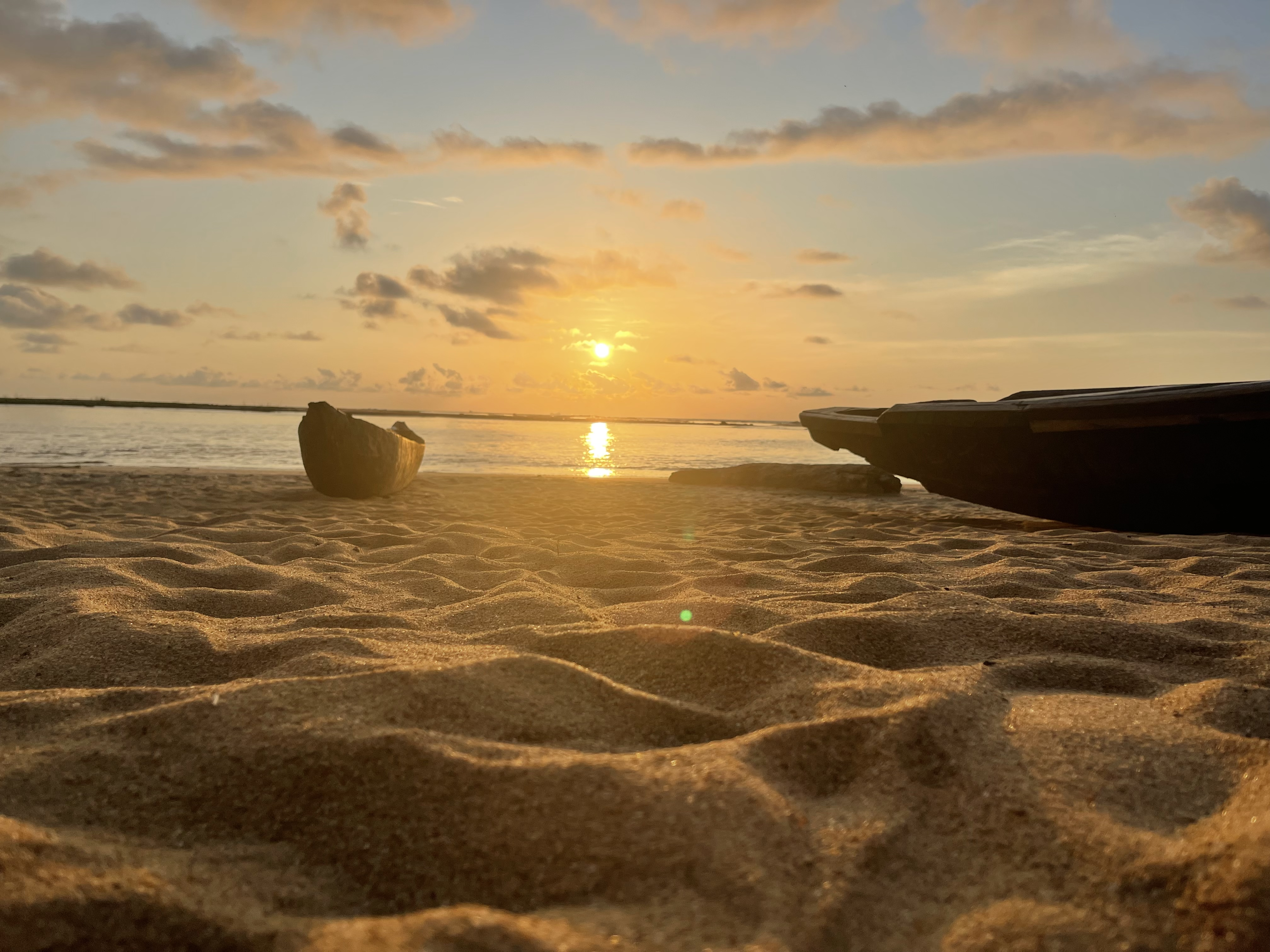
La playa de Kribi, Camerún

Mapa de Köppen del clima de Camerún. En rojo, desértico cálido; en naranja, semiárido; en azul claro, tropical de sabana; en azul medio, monzónico, y en azul oscuro, ecuatorial.

En Camerún predominan dos tipos de climas, el tropical en la mayor parte del territorio y el clima seco en el norte del país. El clima tropical cuenta con temperaturas elevadas que se moderan en las alturas. En los periodos de lluvia predominan las precipitaciones, pero con grandes diferencias regionales. En total, se pueden distinguir cinco zonas climáticas regionales: ecuatorial, monzónico, tropical de sabana, semiárido y cálido.
En el extremo norte, cerca del lago Chad, el clima es desértico cálido, siendo un lugar de bajas precipitaciones, correspondiente con la región del Sahel, zona de transición entre el desierto del Sahara y las sabanas africanas. Aquí se encuentra la parte de Camerún en la cuenca del Chad, con las llanuras de inundación del Logone al este de la llanura de Waza.
En el norte del país hay un clima semiárido, donde la humedad se alterna con una estación seca de octubre a abril y una precipitación media de unos 700 mm al año. El periodo de baja pluviosidad es de julio a septiembre. La temperatura media es de 32,2 °C. Debido a las altas temperaturas y a la relativamente baja pluviosidad, existe una probabilidad media de sequía en esta zona (cada dos a cinco años). A partir de noviembre, el río El Beid, que forma la frontera con Nigeria en el oeste, recibe agua para su principal temporada de crecidas.
En las tierras altas del interior colindantes con el sur (entre 1000 y 1500 m sobre el nivel del mar) existe un clima tropical de sabana, donde la temperatura alcanza una media de 22 °C al año y las precipitaciones oscilan entre 1500 y 1600 mm anuales. Aquí se produce la transición de las sabanas del norte a la selva tropical del sur. La siguiente región montañosa del oeste de Camerún tiene un clima monzónico, con una pluviometría constante de entre 2000 y 11.000 mm. La zona de las estribaciones meridionales del monte Camerún tiene una precipitación media de 11.000 mm, lo que la convierte en una de las zonas más lluviosas del mundo. Estas dos regiones experimentan una "estación seca" entre diciembre y febrero, aunque ni siquiera este periodo carece por completo de precipitaciones.
La llanura costera del sur tiene un clima ecuatorial, con una pluviometría de entre 1500 y 2000 mm y una temperatura media de 25 °C. Aquí hay una densa selva tropical. Los meses más secos son diciembre y enero.

### Geología
La geología de Camerún es casi universalmente roca basal metamórfica e ígnea precámbrica, formada en el Arcaico como parte del Cratón del Congo y la Zona Móvil Centroafricana y cubierta de laterita, sedimentos recientes y suelos. Algunas partes del país presentan secuencias de rocas sedimentarias del Paleozoico, Mesozoico y Cenozoico, así como roca volcánica producida por la Línea Volcánica de Camerún, de 1600 kilómetros de longitud, que incluye el monte Camerún, aún activo. El país es rico en oro, diamantes, petróleo y gas.

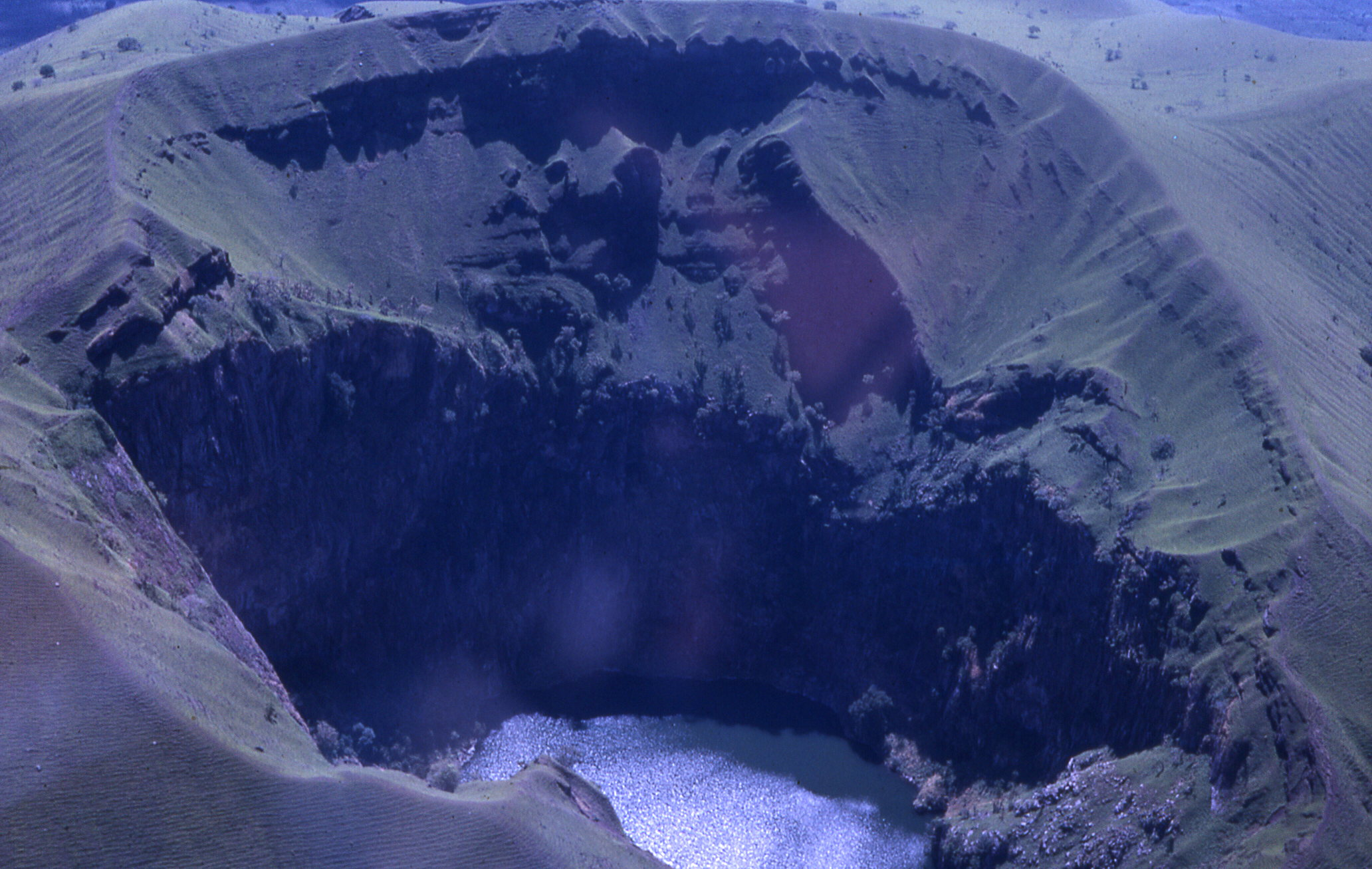
El lago de Cráter del monte Mbapit

Las rocas del subsuelo de Camerún se dividen entre la Zona Móvil de África Central (CAMZ) y el Cratón del Congo, una sección de corteza continental antigua y estable.
El Cratón del Congo se formó hace más de dos mil millones de años en el Arcaico y cubre gran parte del sur de Camerún. En el sur, se denomina Grupo Ntem y contiene gneis, granito y charnockita. La CAMZ también data del Arcaico e incluye esquistos de mica, gneis migmatítico con plagioclasa y migmatitas intruidas por cuarzo, granodiorita y diorita.
La cuenca de Mangbei, la cuenca de Douala y la cuenca de Río-del-Rey se formaron en la Zona Móvil de África Central  y se rellenaron con rocas volcánicas y sedimentarias del Paleozoico temprano. Las cuencas de Douala y Río-del-Rey se formaron como resultado de la ruptura del supercontinente Pangea y la apertura del océano Atlántico.
El conglomerado y la arenisca de la Formación Mudeck se formaron probablemente en el Cretácico Temprano y están recubiertos por esquistos fosilíferos. Existe una discordancia entre la roca cristalina del basamento y la Formación Mudeck.

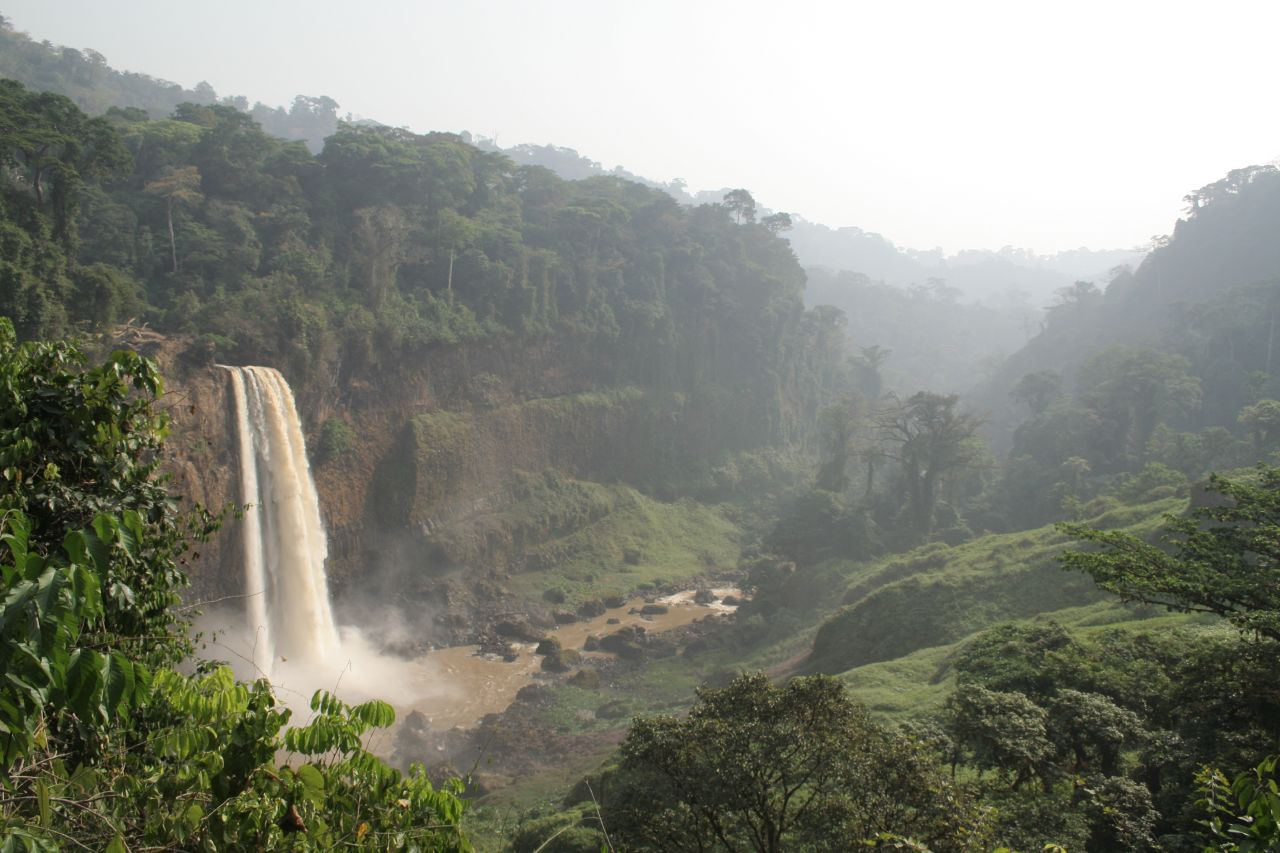
Ekom Nkam, Camerún

Durante el Cenozoico, Camerún experimentó una actividad ígnea relacionada con la Línea Volcánica de Camerún. Se formaron más de 60 complejos subvolcánicos en anillo, de uno a 10 kilómetros de diámetro y compuestos de sienita y granito. Los geólogos han datado los complejos anulares hace 66 millones de años o hace tan sólo 30 millones de años, y pueden representar restos muy erosionados de volcanes anteriores que penetraron a través de rocas metamórficas en sedimentos del Cenozoico temprano. Conocidos como Granites Ultimes, estos complejos anulares se extienden a lo largo de 1000 kilómetros paralelos a la Línea Volcánica del Camerún, que se extiende desde el interior de África hasta Annobón, en el Golfo de Guinea (Guinea Ecuatorial).
El monte Camerún es el volcán más meridional de la extensión continental de la línea y ha entrado en erupción en los últimos años. No hay rocas sedimentarias en el centro de Camerún y sólo están presentes en el norte y el sur. Con la actividad tectónica del Cenozoico relacionada con la apertura del océano Atlántico, las cuencas de Douala y Río-del-Rey formaron una cuenca sedimentaria continua desde Nigeria hasta el sur de Camerún hasta el Mioceno.

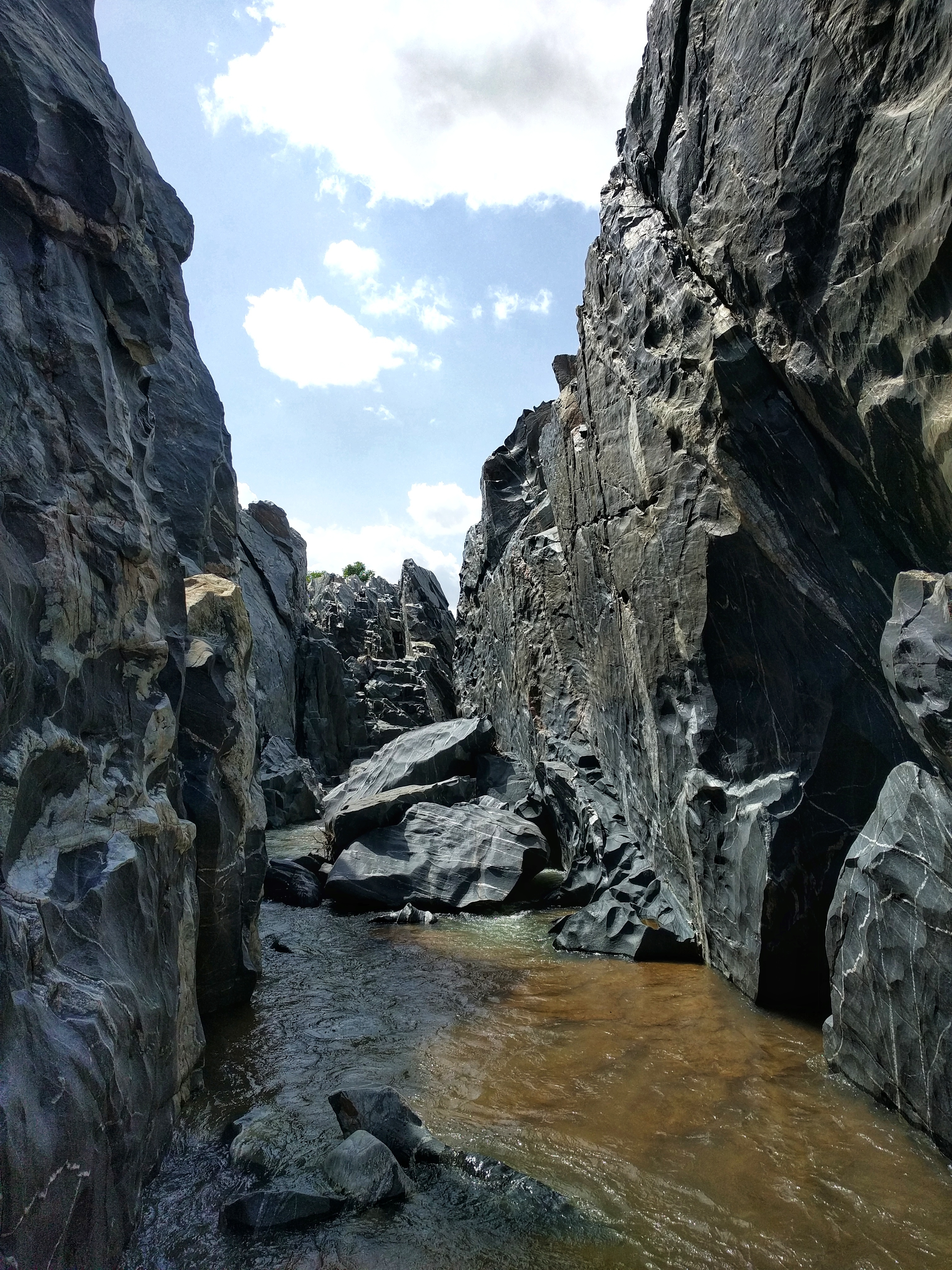
Desfiladero de Kola

Algunos de los sedimentos más jóvenes de Camerún se encuentran en la cuenca del lago Chad y datan de los últimos 2,5 millones de años del Cuaternario. Sedimentos aún más recientes del Holoceno cubren gran parte del paisaje, formando suelos y material aluvial en los ríos.
La Zona Móvil de África Central está dividida por la zona de cizalla de Foumban. La cuenca de Douala está definida por fallas de rumbo noreste-suroeste y fue dividida de la cuenca de Río-del-Rey por la actividad volcánica. La Línea Volcánica de Camerún se formó a lo largo de la zona de cizalla centroafricana preexistente, que atraviesa el levantamiento de Adamawa. La fosa de Benue es un importante accidente tectónico del norte de Camerún.
Prácticamente todas las aguas subterráneas de gran parte de Camerún proceden de una combinación de finas capas de aluvión no consolidado, suelos lateríticos y roca subyacente fracturada del basamento cristalino precámbrico, de entre ocho y 20 metros de espesor. En el lecho rocoso fracturado alrededor de los volcanes hay pequeños manantiales, incluidos algunos termales.
Los sedimentos cenozoicos del Plioceno y el Cuaternario forman un acuífero clave en la cuenca de Douala. Durante la estación seca, el nivel freático desciende a veces, lo que provoca la intrusión de agua de mar. La cuenca de Garoua y el acuífero de la cuenca del lago Chad también son importantes fuentes de agua, a menudo con areniscas cretácicas en la base.

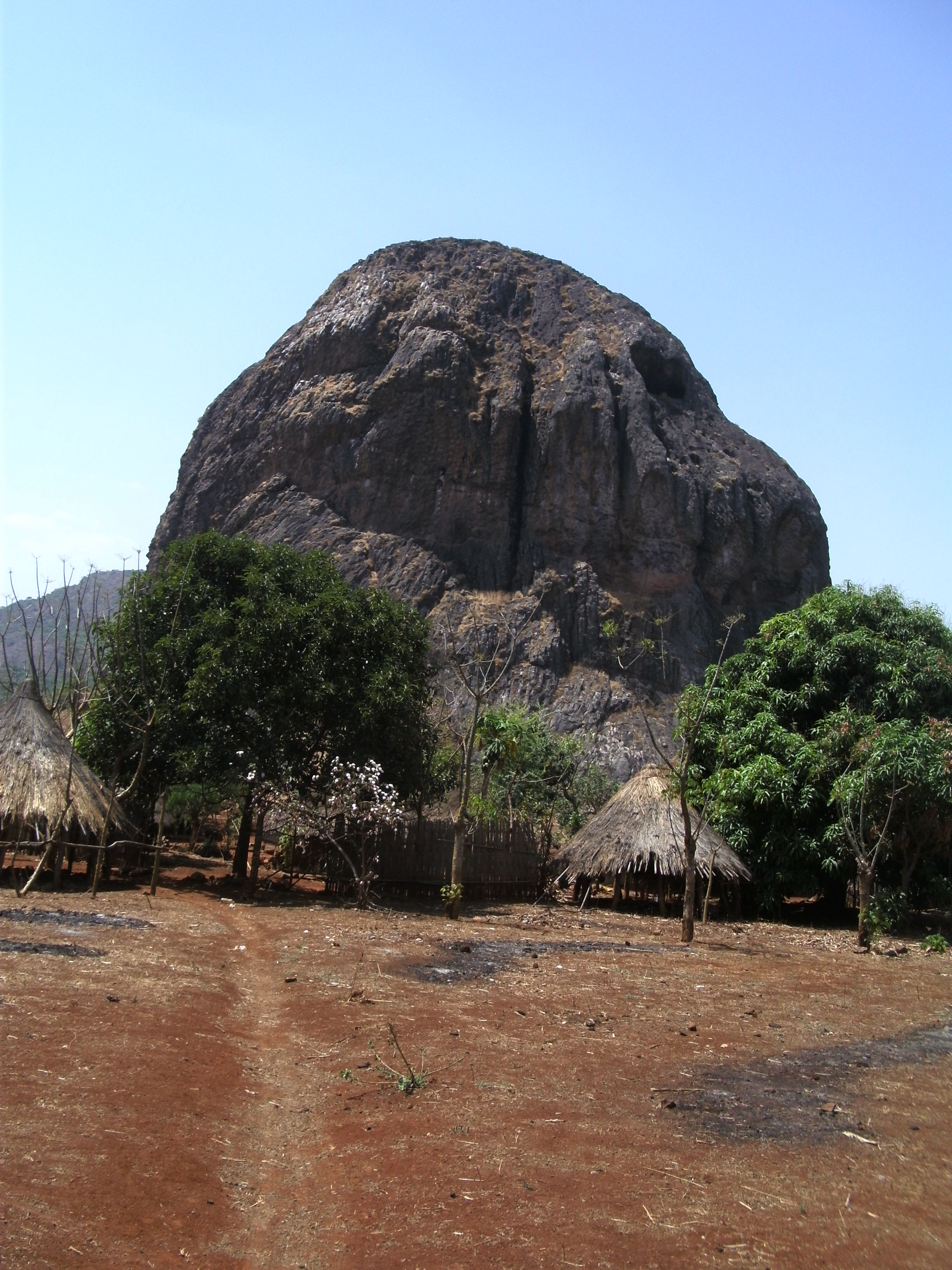
El monte Damougare

El monte Camerún es el único volcán activo del país, pero ha entrado en erupción con frecuencia en la historia reciente, incluidas siete veces en el siglo XX, destruyendo plantaciones y partes del paisaje circundante en 1909, 1922, 1959, 1982, 1999 y 2000. Camerún tiene lagos de cráter muy activos y peligrosos que se acumulan y liberan periódicamente dióxido de carbono, causando la muerte masiva durante el desastre del lago Nyos en 1986, en el que murieron 1.700 personas, así como la mortífera liberación de 1984 en el lago Mounoun, en la que murieron 37.
La minería artesanal se ha centrado en los diamantes aluviales de las Series de Carnot, un conjunto de formaciones fluviales y lacustres del Cretácico a lo largo de la frontera con la República Centroafricana. El oro es común en todo el país en rocas cristalinas del subsuelo, sobre todo en el este.
Hay un pequeño yacimiento de casiterita en Mayo Darle, en el noroeste de Camerún, níquel y cobalto cerca de Lomie y rutilo que se explotó hasta 1957 cerca de Yaundé. Camerún posee dos grandes yacimientos de bauxita en Ngaoundal y el Complejo Minim-Martap I en el sur, junto con Fongo-Tongo en el oeste. Los yacimientos de mineral de hierro, con una concentración de hierro de entre el 30 y el 40%, están situados cerca de Mbalam, en el suroeste, y en Kribi, en la costa. Las cementeras locales explotan yacimientos de caliza en Figuil y hay algo de mármol cerca de Bidzar, en el norte. La cantera de Djoungo extrae puzolana.
Camerún posee pequeñas reservas de petróleo y gas, extraídas cerca de Victoria, en la costa norte, así como en alta mar, en el yacimiento de Mokoko-Abana.

## Economía

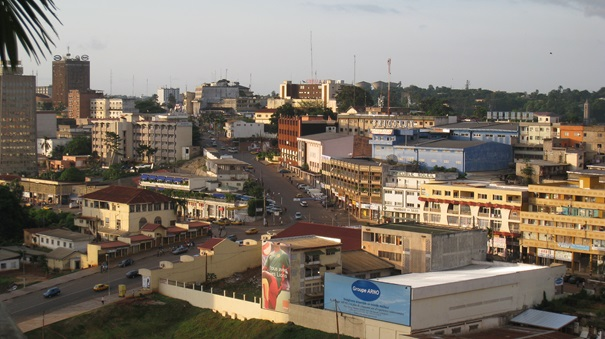
Zona comercial de Yaundé.

La paridad de poder adquisitivo per cápita de Camerún es de US$3955 (2019), uno de los diez más altos en el África subsahariana. Los mercados de exportación más significativos son Francia, Italia, Corea del Sur, España y el Reino Unido. Camerún es parte del Banco de los Estados de África Central (del cual es la economía dominante) y de la Unión de los Estados de África Central (UDEAC). Su unidad monetaria colonial fue el franco camerunés que fue luego reemplazada por su moneda oficial actual, el Franco CFA.
Las reglas y regulaciones excesivas, los altos impuestos y la corrupción endémica han impedido el crecimiento del sector privado.[cita requerida] El desempleo fue estimado en un 30 % en 2001, y cerca del 48 % de la población estaba viviendo en el umbral de la pobreza en 2000. Desde finales de los años 1980, Camerún ha estado siguiendo programas del Banco Mundial y el Fondo Monetario Internacional (FMI) para reducir la pobreza, privatizar las industrias e incrementar el crecimiento económico.

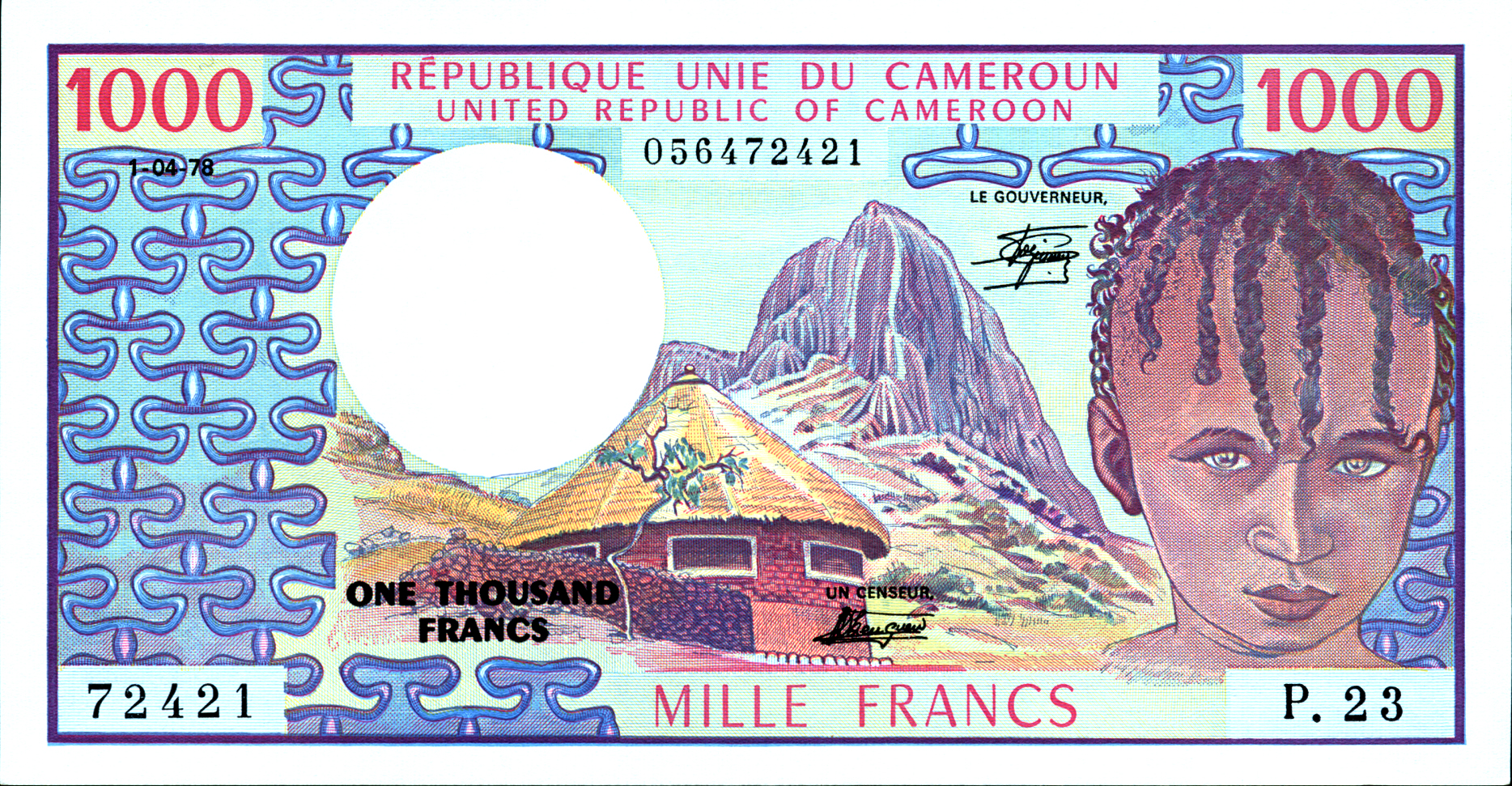
Billete camerunés de 1000 francos CFA.

Cerca del 70 % de la población se dedica al sector agrario, que comprendía un estimado del 45,2 % del (PIB) en 2006. La mayoría de este sector se dedica a la agricultura de subsistencia de los granjeros locales, quienes emplean herramientas simples. Los centros urbanos dependen particularmente de la agricultura campesina para su alimentación.

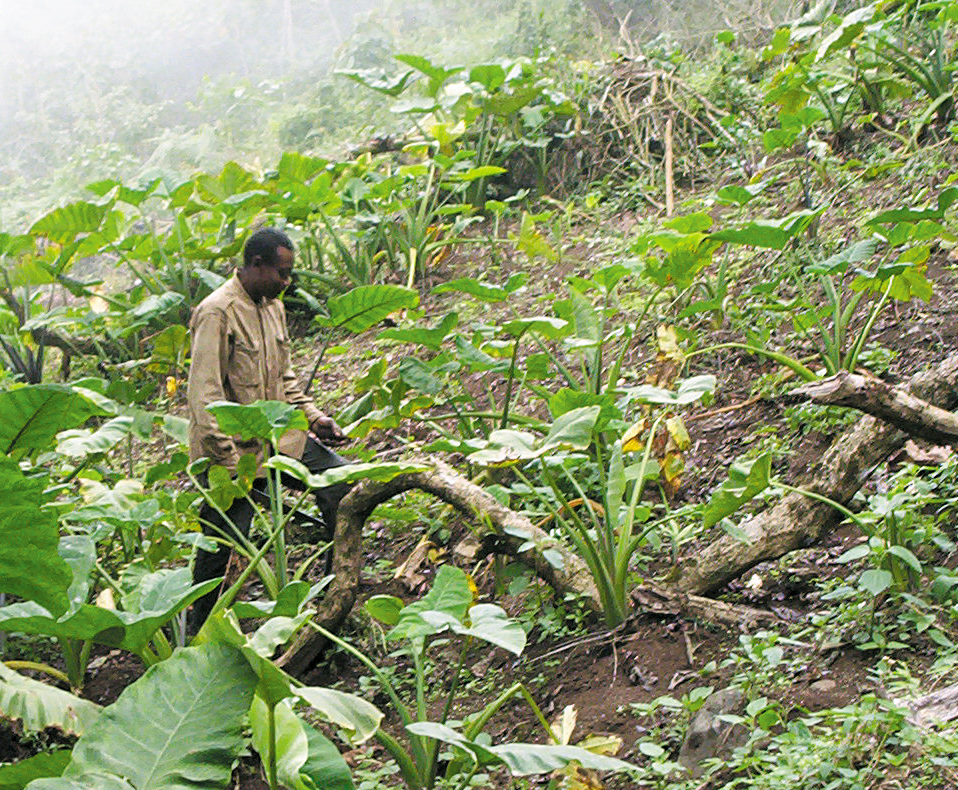
Cultivo de cocoñame en Camerún.

La tierra y el clima en la costa fomentan amplios cultivos comerciales de plátano, cacao, cocoñame, aceite de palma, caucho y té. En el interior de país, en el Plateau de Camerún del Sur, las cosechas incluyen café, azúcar y tabaco. El café es el producto más lucrativo en el área montañosa del oeste. En el norte, las condiciones naturales favorecen productos como el algodón, maní y arroz. La dependencia de la exportación de productos agrícolas hace de Camerún un país vulnerable a la variación de sus precios.
La ganadería se practica en todo el país. La pesca emplea a 5000 personas y provee 20 000 t anuales. La carne de res, básica para la alimentación de los cameruneses rurales, es un privilegio en los centros urbanos. Su comercio ha superado la deforestación como la amenaza principal de la vida silvestre en Camerún.
La selva del sur posee vastas reservas de madera, que cubren un el 37 % del territorio. Sin embargo, grandes áreas son de difícil acceso. La industria maderera, manejada por empresas extranjeras, provee al gobierno de US$60 millones al año. Aunque la ley estipula que su explotación debe ser segura y sostenible, es en la práctica una de las industrias menos reguladas del país.
La industria de la mano de obra en fábricas proveyó un estimado del 16,1 % del PIB en 2006. Más del 75 % de la fuerza industrial del país está concentrada en Duala y en Bonabéri. 
Según el Índice mundial de innovación, a cargo de la Organización Mundial de la Propiedad Intelectual, en 2024, Camerún se ubicó en lugar 123 en innovación entre 133 países del mundo;mientras que en 2023 ocupó el lugar 123 y el lugar 121 en 2022.
Camerún posee grandes reservas de recursos minerales, pero no se extraen ampliamente. La explotación del petróleo ha caído desde 1985, pero sigue siendo un sector substancial que ha tenido un fuerte impacto en la economía del país.

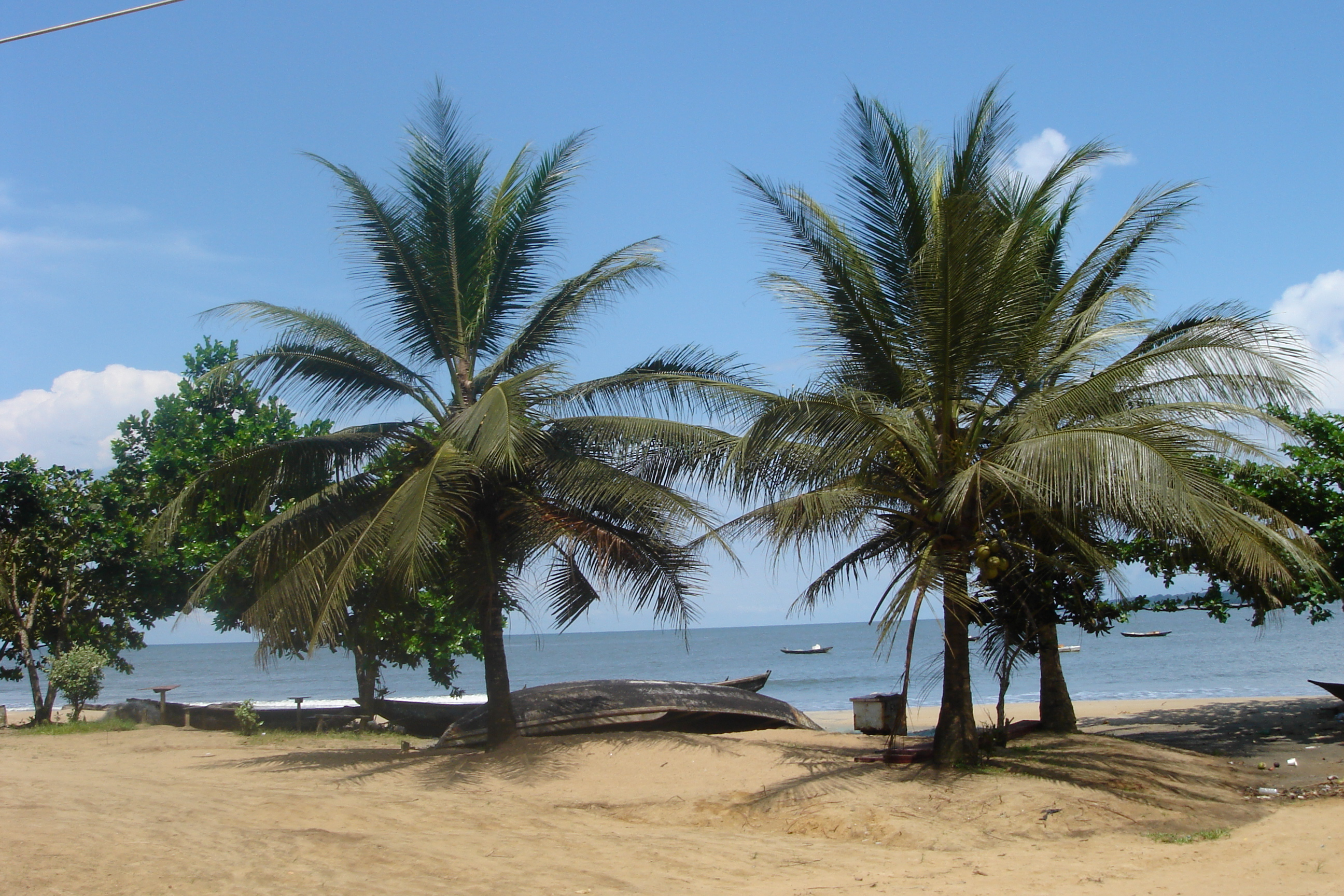
Playa en Kribi.

Los rápidos y las caídas de agua obstruyen los ríos del sur, pero estos sitios ofrecen oportunidades para la obtención de energía hidroeléctrica, la cual representa la mayoría de la energía de Camerún. El río Sanaga alimenta la mayor presa hidroeléctrica del país, situada en Edéa.
El turismo es un sector en auge, particularmente en el área costera, en los alrededores del monte Camerún y en el área norte.

## Demografía

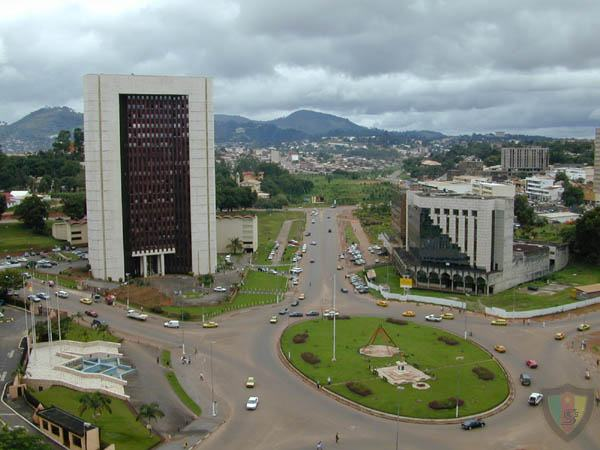
Imagen actual de la capital Yaundé, la Place du 20 mai.

La población de Camerún era de 27.912.000 habitantes para el año 2022, con un importante crecimiento poblacional en los últimos años, con una media de crecimiento de 600.000-700.000 habitantes por año. En 1960, cuando el país se independizó, el mismo contaba con 5.117.608 habitantes, superando los 10 millones en 1985, los 15 millones en 1999 y los 20 millones en 2010. El crecimiento de la población en los primeros 60 años de independencia del país fue del 439,2%. El país cuenta con una densidad de población de población de 58,7 hab/km², lo que se considera una densidad baja.

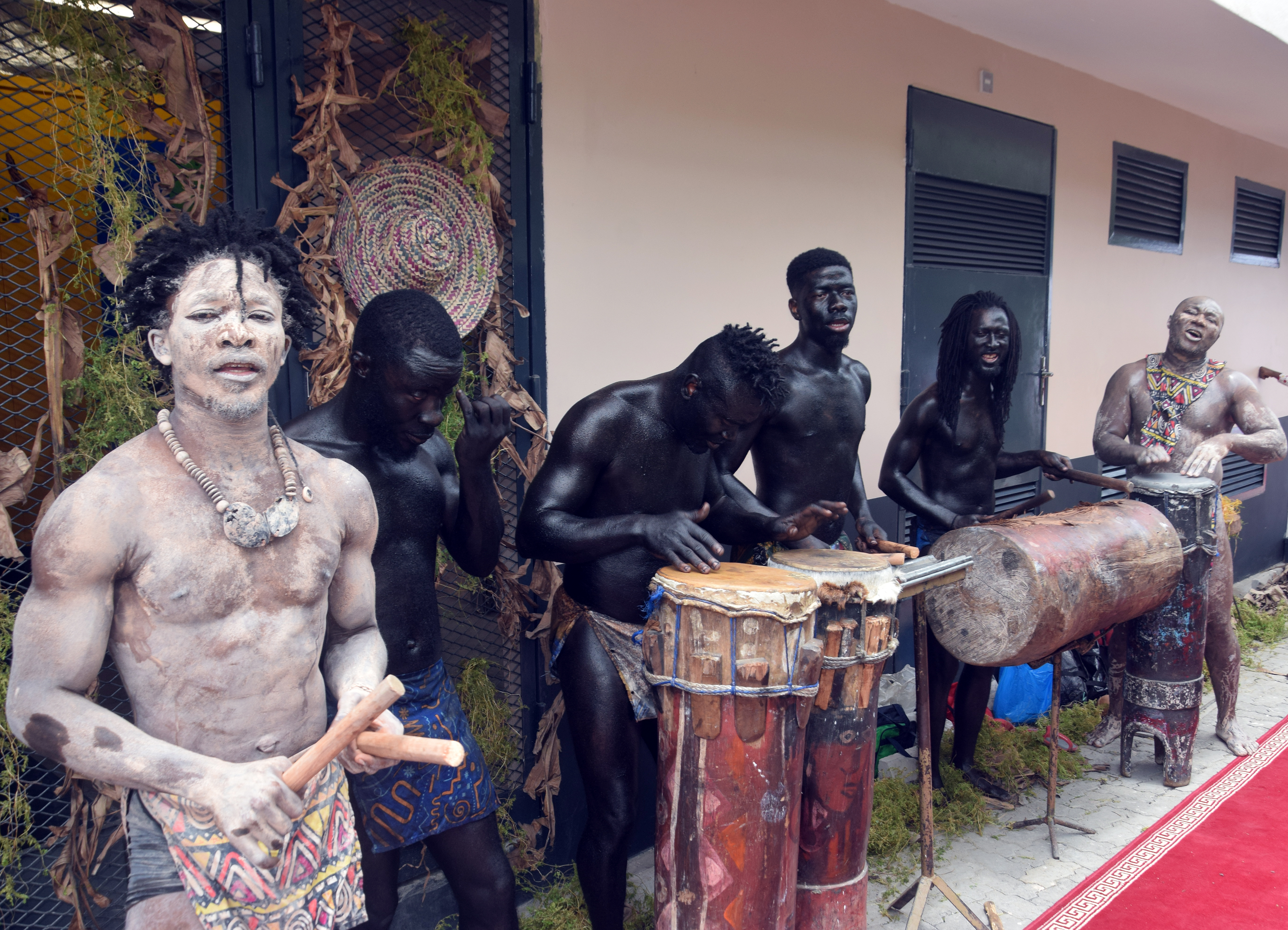
Grupo de Música y Danza folclórica de Camerún

### Estructura de la población
Camerún cuenta con un pirámide de población propia de países jóvenes, algo habitual en los países africanos, con altas tasas de natalidad y una baja esperanza de vida, contando con una base ancha que se estrecha rápidamente. Esto se debe a que la población con menos de 15 años representa el 42,43% de la población, el 69,96 % es menor de 30 años y el 97,3 % son menores de 65. La población con más de 80 años representa únicamente el 0,39%. Los hombres representan el 49,82% de la población, mientras que las mujeres son el 50,18%.
La tasa de natalidad del país es muy alta, estimándose en 34,94 nacimientos por cada 1000 personas, mientras que el índice de fecundidad (número de hijos por mujer) es de 4,46, lo que garantiza que la pirámide de población se mantenga estable y haya un reemplazo generacional. Sim embargo, ambas se encuentran en continuo descenso desde hace años, siendo en el año 2009 la tasa de natalidad del 40,33 ‰, mientras que el índice de fecundidad era de 5,23. La tasa de mortalidad para 2021 era del 8,58 ‰, encontrándose en descenso, siendo a comienzos de este siglo de 13,43 muertes por cada mil habitantes. Sin embargo, la tasa de mortalidad se considera alta en comparación con otros países. De media pierden la vida cada día unas 640 personas. El saldo vegetativo es positivo, ya que se producen más nacimientos que defunciones. La esperanza de vida para el año 2021 era de 60,33 años (58,69 años para los hombres y 62,02 años para las mujeres), creciendo 7,4 años desde comienzos del siglo. Para el año 2020, la media de edad de la población camerunesa era de 18,69 años.

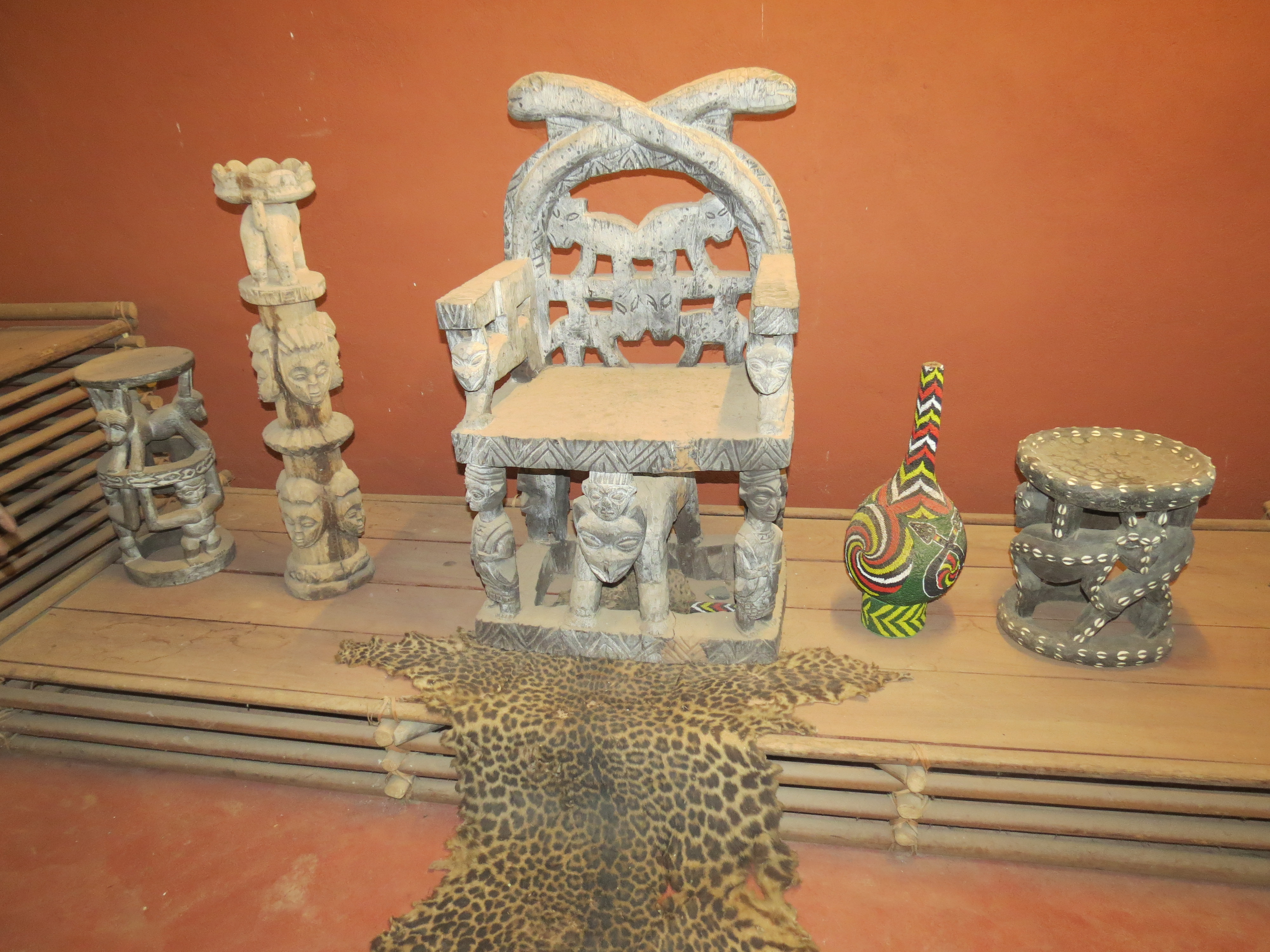
Trono tradicional en el Palacio de Mankon

### Composición y distribución de la población
La población camerunesa está dividida casi equitativamente en población rural y urbana. La densidad de población es mayor en las grandes zonas urbanas, las tierras altas del oeste y la planicie noreste. Duala, Yaundé y Garoua son las ciudades más importantes. Las dos primeras sobrepasan ambas los dos millones de habitantes, juntando entre ambas a la cuarta parte de la población del país. En contraste, en la meseta de Adamawa, la depresión de Bénoué en el sureste y gran parte de la meseta del Sur de Camerún están escasamente pobladas.
Camerún está compuesto aproximadamente por 250 grupos étnicos distintos divididos en cinco grandes divisiones territoriales y culturales, siendo los principales grupos los bantúes y semibantúes. Las zonas de la meseta occidental están habitadas por grupos semi-bantúes como los Bamum, u otros como los Bamileke, representando el 38% del total de habitantes del país. En los bosques tropicales costeros habitan pueblos bantúes conocidos como sawabantúes como los Bassa o Duala, representando el 12 % de los cameruneses. La zona boscosa tropical del sur del país está habitada por pueblos como los pigmeos, los beti-pahuin o los fang, siendo un 18% de los habitantes del país. 

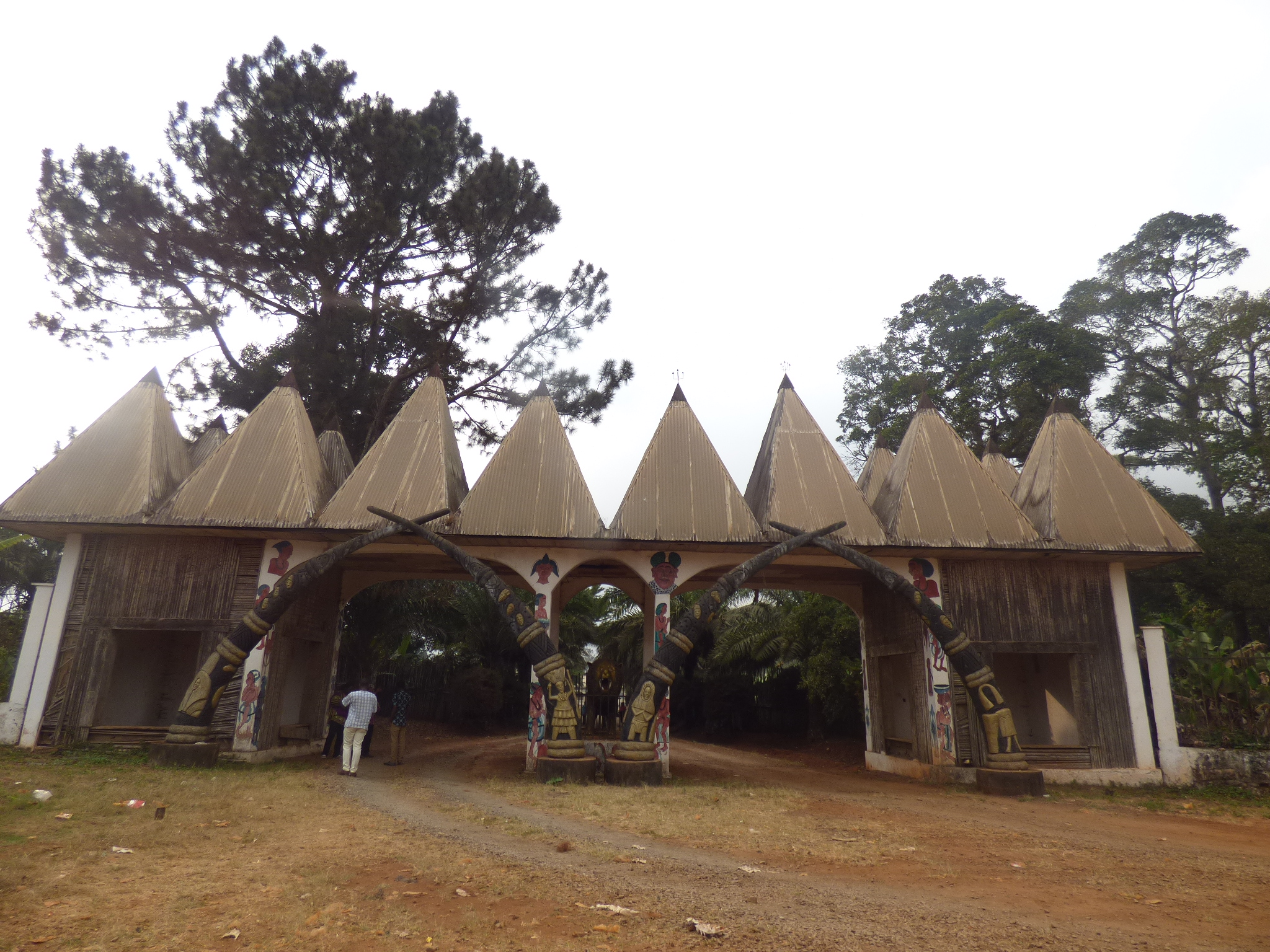
Estructuras tradicionales en la Jefatura o Cacicazgo de Bana

Por su parte, en las tierras altas centrales y las zonas semiáridas del norte viven principalmente los pueblos fulanis (o fulas) que llegaron a Camerún en el siglo XIX y que tienen el islam como religión y que constituyen el 14% de los habitantes del país. En zonas del Macizo de Mandara y del extremo norte del país viven los pueblos Kirdi (nombre que significa "paganos" debido a que no siguen la religión islámica), entre los que se encuentran los grupos bata, los fali, los fata, los gemjek, los guidar, los giziga, los hurza, los kapsiki, los mada, los mafa, los massa, los matakam, los mofu, los mora, los musgum, los muyang, los uldeme, los podoko, los tupuri, los vame y los zulgo. Estos representan el 18% de la población del país.
Las personas de las tierras altas del oeste sobrepobladas y el norte subdesarrollado están migrando hacia las plantaciones costeras y a los centros urbanos en busca de empleo. Migraciones más pequeñas ocurren gracias a que los trabajadores buscan empleo en aserraderos y plantaciones en el sur y el este. Aunque el índice de masculinidad es relativamente equitativo, la mayoría de los migrantes son principalmente hombres, lo que induce a índices desbalanceados en algunas regiones.
El país contaba en el año 2020 con un 2,18% de la población de origen inmigrante, unas 500.000 personas, siendo algo superior la inmigración femenina (50,57%) que la masculina. La mitad de la población inmigrante del país provienen de la vecina República Centroafricana (52,31% de los inmigrantes), siendo Nigeria el segundo país que aporta población inmigrante (29,28% del total).

### Idiomas

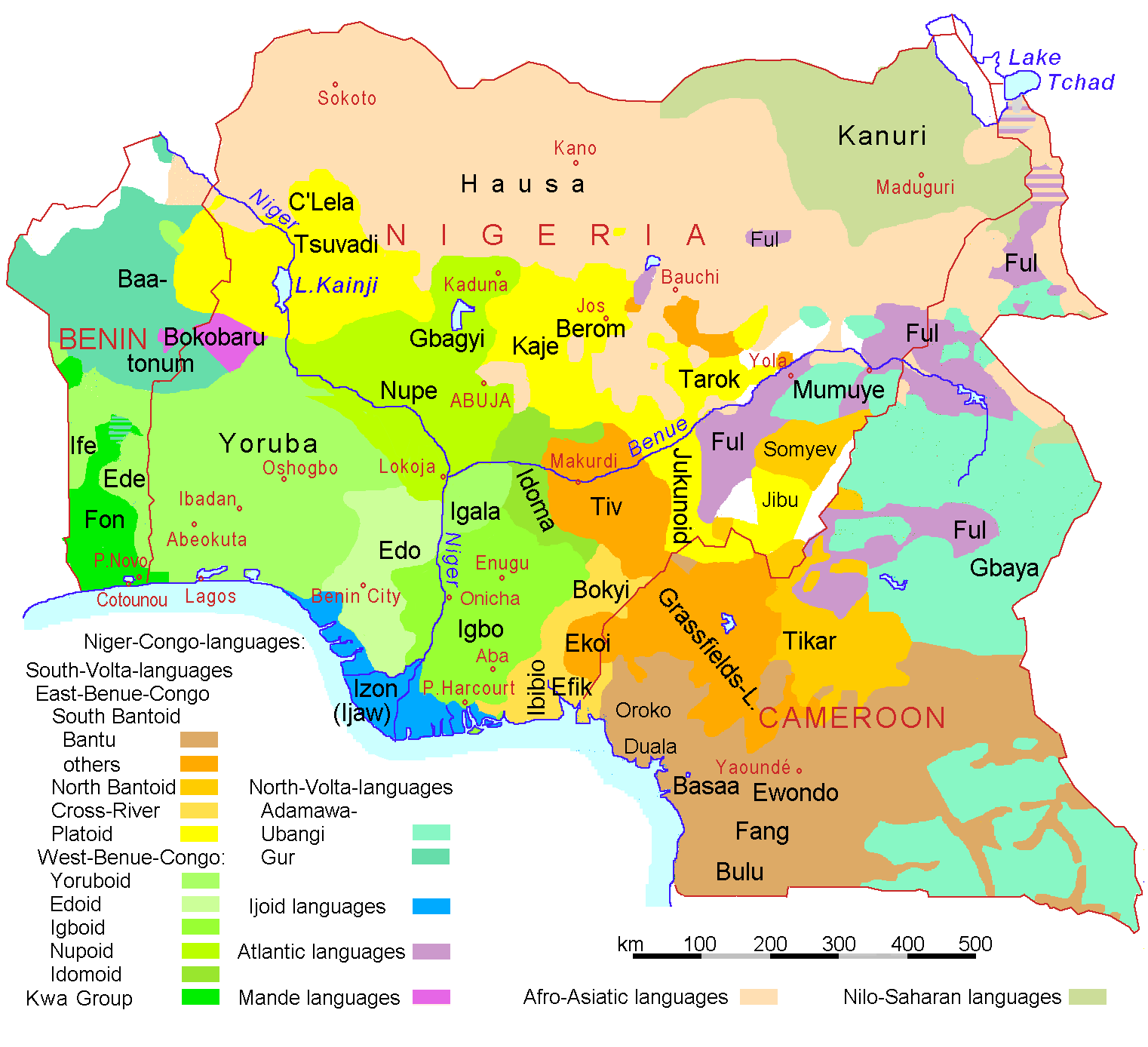
Mapa lingüístico de Camerún (en el este), junto a Nigeria y Benín.

Los idiomas oficiales son el francés y el inglés, y se hablan también numerosos idiomas locales, habiendo un total de 24 grupos principales de lenguas africanas en el país. En total, alrededor de 230 lenguas son habladas en el país, dividiéndose entre 173 lenguas nigero-congoleñas, 55 lenguas afroasiáticas y dos lenguas nilo-saharianas.
El idioma francés está muy extendido en las ciudades, sobre todo en Yaundé y Duala, en las cuales prácticamente toda la población se expresa con fluidez en ese idioma. Para el año 2005, el 18 % de los cameruneses eran francófonos y el 26,8 % eran francófonos "parciales". En 2010 más del 60 % de los cameruneses podían escribir en francés y más de 80 % podían hablar el idioma. Este porcentaje sobrepasa el 95 % en las principales ciudades.

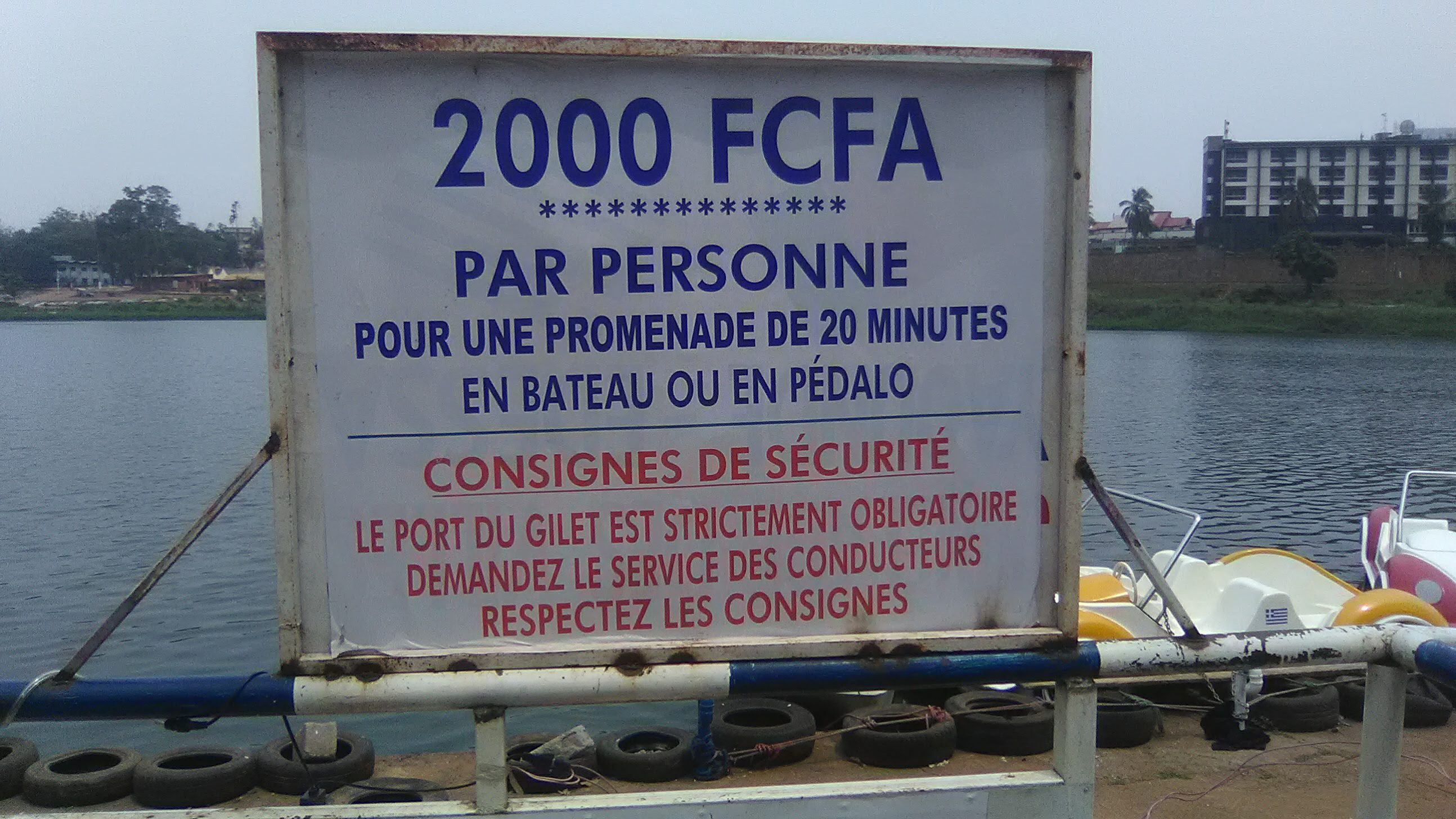
Cartel escrito en Francés en Camerún

El inglés estándar es hablado principalmente en el oeste del país, en las regiones noroeste y suroeste, regiones que pertenecieron al Camerún Británico. Sin embargo, la mayoría de los hablantes de inglés hablan realmente un idioma criollo llamado pidgin camerunés, que es la lengua materna del 5 % de los cameruneses, aunque pueden hablarlo hasta el 50 % de su población.
A pesar de considerarse un país bilingüe, la realidad es que muy pocos cameruneses pueden hablar fluidamente tanto en inglés como francés. No obstante, existen otras lenguas derivadas como el camfranglais, una lengua criolla que mezcla elementos del francés, el inglés e idiomas locales. Esta lengua híbrida es relativamente nueva y se emplea principalmente por la población más jóvenes en zonas urbanas de zonas donde confluyen los idiomas inglés y francés.
En las provincias del norte se usa como lengua franca el fula, aunque en el extremo norte son hablados otros idiomas como el shuwa, variedad del árabe chadiano. Otras lenguas importantes del país son la ewondo, el bawum, el bassa, el beti, las lenguas jukunoides, las lenguas bamileké, las lenguas bata-bachama, el idioma fang, las lenguas gbaya, las lenguas ring road, entre otras. Se han firmado memorándums de entendimiento con Alemania para el estudio del alemán, idioma que está creciendo en conocimiento en los últimos años.

### Educación

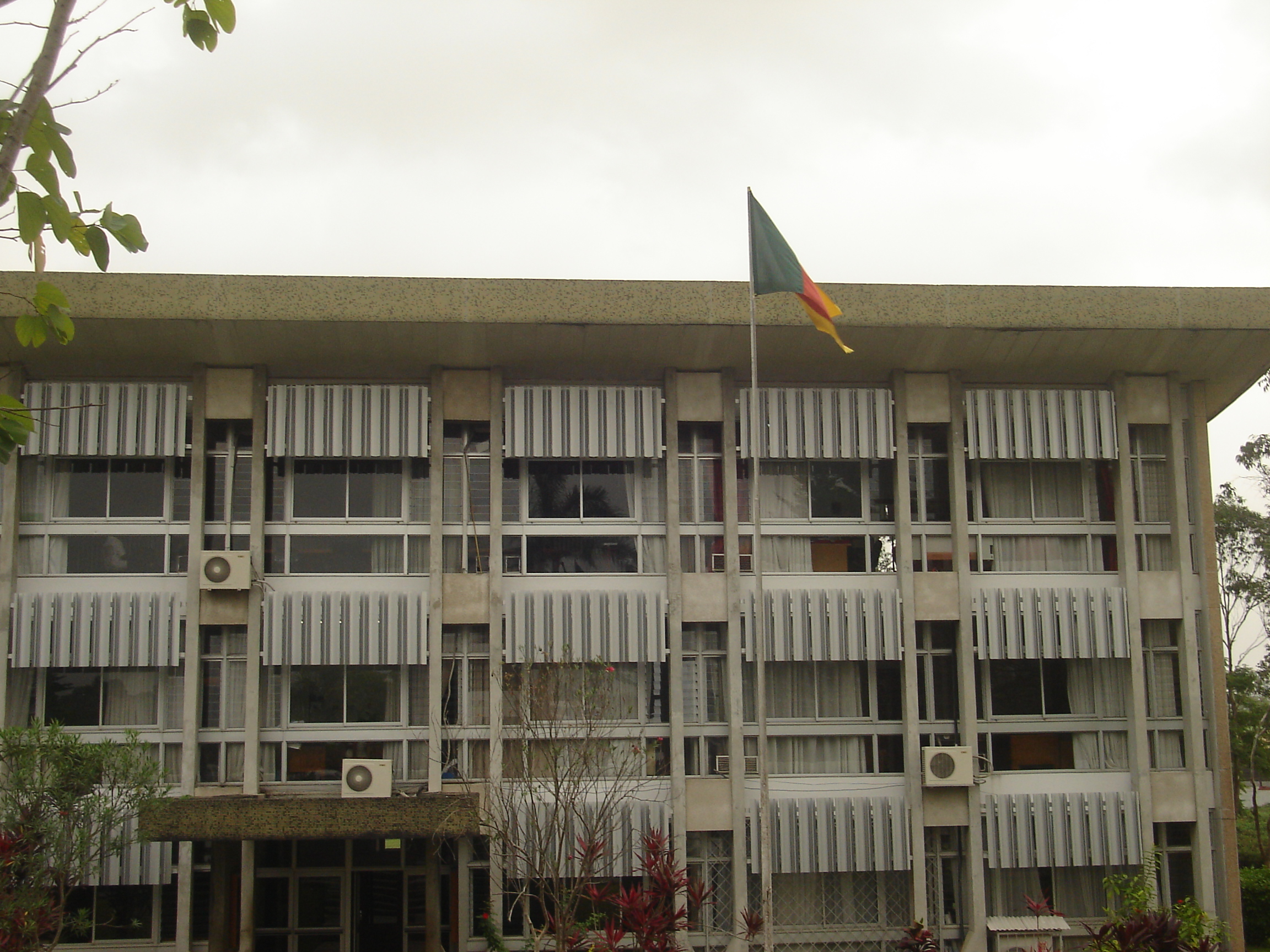
Universidad de Buea.

Desde la independencia existieron dos sistemas educativos, uno en inglés y el otro en francés. El sistema del Camerún del Este se basaba en el modelo francés, Camerún del Oeste usó el modelo británico. Los dos sistemas fueron combinados en el año 1976.
Las escuelas cristianas y misioneras han sido una parte importante del sistema educativo. Aunque el país dispone de una extensísima red de centros educativos para todas las etapas educativas. 
En las áreas meridionales del país casi todos los niños de la edad de educación primaria asisten a la escuela. Sin embargo, en el norte, siempre ha sido una parte aislada del Camerún, el absentismo escolar es alto.
Camerún tiene una de las tasas de alfabetización más altas de África, cercano al 80%. 
El país cuenta con 8 universidades públicas Archivado el 7 de mayo de 2021 en Wayback Machine.: Universidad de Yaundé I, Yaundé II (con campus fuera de la ciudad), la Católica para África Central (UCAC), Univerisad de Duala, de Ngaounderé, de Dschang, University of Bamenda  y la University of Buea (estas dos últimas, anglófonas). 
Asimismo, también cuenta con numerosas instituciones privadas nacionales e internacionales Archivado el 7 de mayo de 2021 en Wayback Machine., haciendo de ella un gran polo de atracción para estudiantes de África central y occidental.

### Salud
La calidad del servicio sanitario en Camerún en general es mala. Debido a los recortes de financiamiento el sistema de salud posee muy pocos profesionales. Médicos y enfermeras, formados en Camerún, emigran debido al mal pago y el exceso de trabajo. A consecuencia de esta falta de recursos, también existe personal del área de la salud sin empleo. En el área rural, las fábricas en general no poseen medidas higiénicas básicas. La expectativa de vida es aproximadamente de 54,71 años, siendo una de las más bajas del mundo. Dentro de las enfermedades endémicas del país destacan el dengue, la filariasis, la leishmaniasis, la malaria, la meningitis bacteriana, la esquistosomiasis y la enfermedad del sueño. La seroprevalencia de VIH ronda en torno al 5,4 % de la población del grupo etario entre 15 y 49 años, aunque estas cifras pueden estar subestimadas debido al fuerte estigma que aún tiene la enfermedad dentro de la población, por lo cual muchos casos no están notificados.

### Religión
Camerún tiene un alto grado de libertad religiosa.La fe que predomina es el cristianismo, practicada por dos tercios de la población, mientras que los practicantes del islam constituyen una quinta parte de la población.[cita requerida]
Camerún tiene un alto nivel de libertad religiosa y diversidad. La fe predominante es el cristianismo, practicado por cerca de dos tercios de la población, mientras que el islam es una fe minoritaria significativa, adherida por alrededor de una quinta parte. Además, las religiones tradicionales son practicadas por muchos. Los musulmanes están más concentrados en el norte, mientras que los cristianos se concentran principalmente en las regiones sur y oeste, pero los practicantes de ambas religiones se pueden encontrar en todo el país. Las grandes ciudades tienen poblaciones significativas de ambos grupos. Los musulmanes en Camerún se dividen en sufíes (y salafistas), Shias, y musulmanes no confesionales.

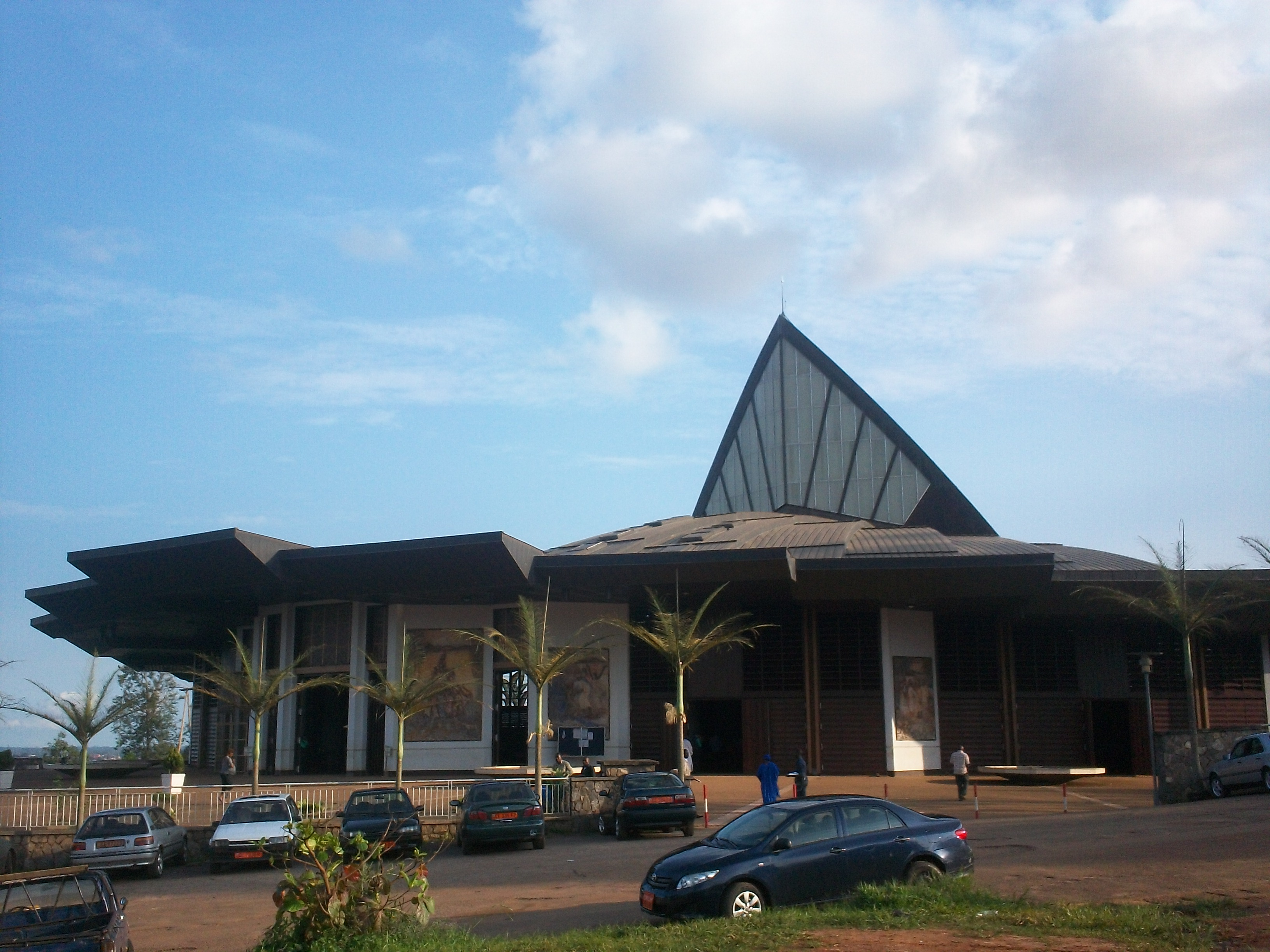
Vista de la Basílica de María Reina de los Apóstoles en Mvolye (Basilique Marie -Reine des apôtres)

La gente de las provincias del noroeste y sudoeste, que solía ser parte del Camerún británico, tiene la mayor proporción de protestantes. Las regiones francófonas de las regiones del sur y del oeste son en gran parte católicas. Los grupos étnicos del sur predominantemente siguen creencias animistas cristianas o africanas tradicionales, o una combinación sincrética de las dos. La gente cree ampliamente en la brujería, y el gobierno prohíbe tales prácticas. Las brujas sospechosas a menudo son objeto de violencia de la mafia. Se informó que el grupo yihadista islamista Ansar al-Islam operaba en el norte de Camerún.
En las regiones del norte, el grupo étnico Fulani predominantemente local es mayoritariamente musulmán, pero la población general está bastante dividida entre musulmanes, cristianos y seguidores de creencias religiosas indígenas (llamadas Kirdi ("paganas") por los Fulani). El grupo étnico Bamum de la Región Oeste es en gran parte musulmán. Las religiones tradicionales nativas se practican en áreas rurales de todo el país, pero rara vez se practican públicamente en las ciudades, en parte porque muchos grupos religiosos indígenas tienen un carácter intrínsecamente local.

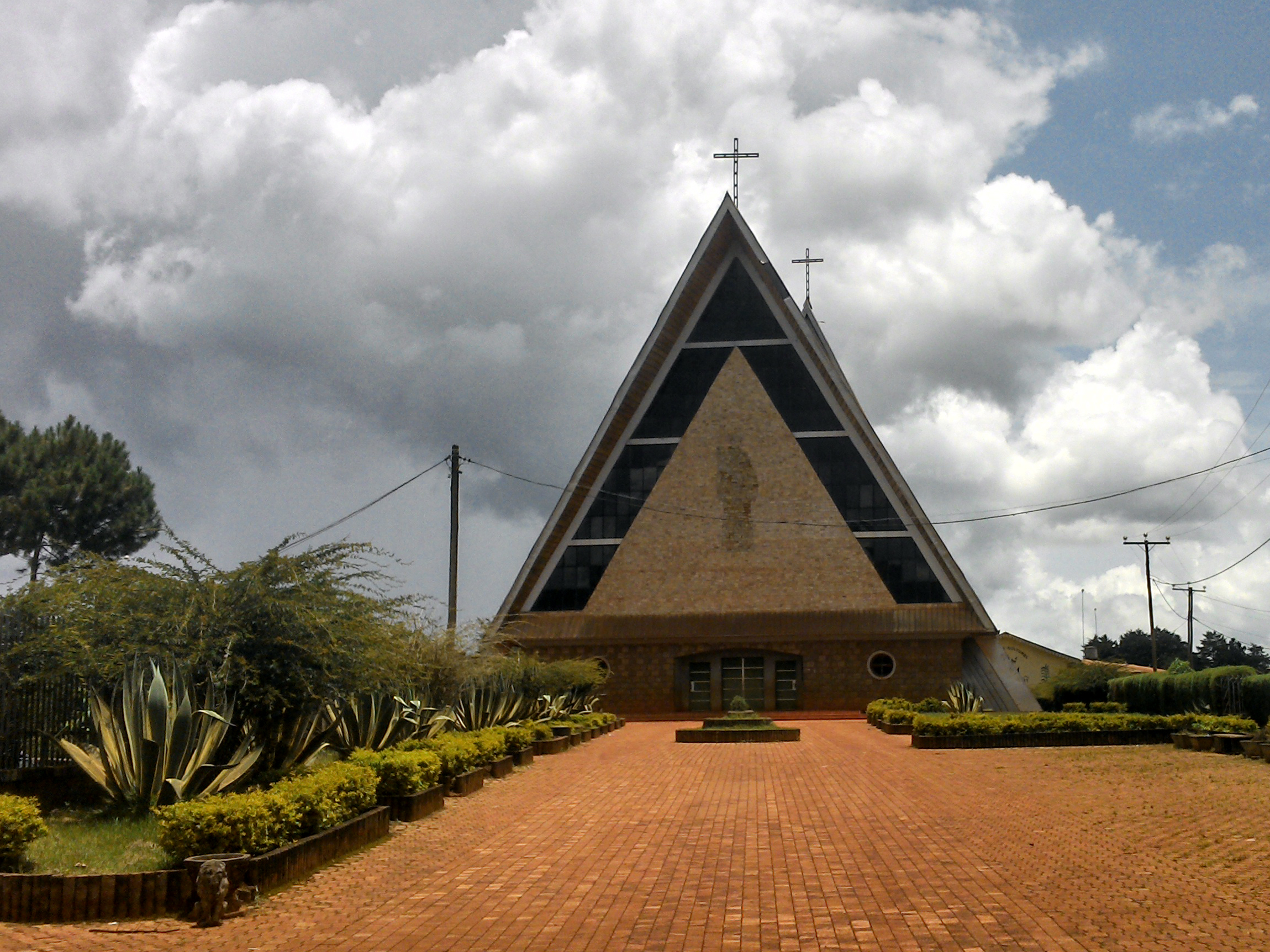
Iglesia de San Antonio de Padua en Bamendjou (Église Saint-Antoine-de-Padoue)

La Sociedad Misionera de Noruega estableció por primera vez una misión en Camerún a principios de los años 1920. Muchas de las iglesias siguen en pie. En ese momento había pocos cristianos pero ahora hay muchos. En cooperación con la Iglesia Evangélica Luterana de Camerún EELC y la ELCA estadounidense, el NMS construyó varios hospitales, entre ellos el Hospital Protestante de Ngaoundéré, escuelas secundarias y varias otras instituciones. Una vez, Ngaoundéré tuvo una de las mayores contingencias noruegas de cualquier lugar del mundo, con más de 100 noruegos viviendo allí en los años ochenta. Algunas de las familias han estado allí durante varias generaciones, entre ellas Kaldhol, Bjaanes, Stavenjord y Dankel. El barrio incluso fue apodado "Norvège" ("Noruega" en francés).

## Cultura
Cada uno de los grupos étnicos de Camerún tiene sus propias formas culturales que son únicas. Las celebraciones típicas incluyen nacimientos, defunciones, plantaciones, cosechas y rituales religiosos.

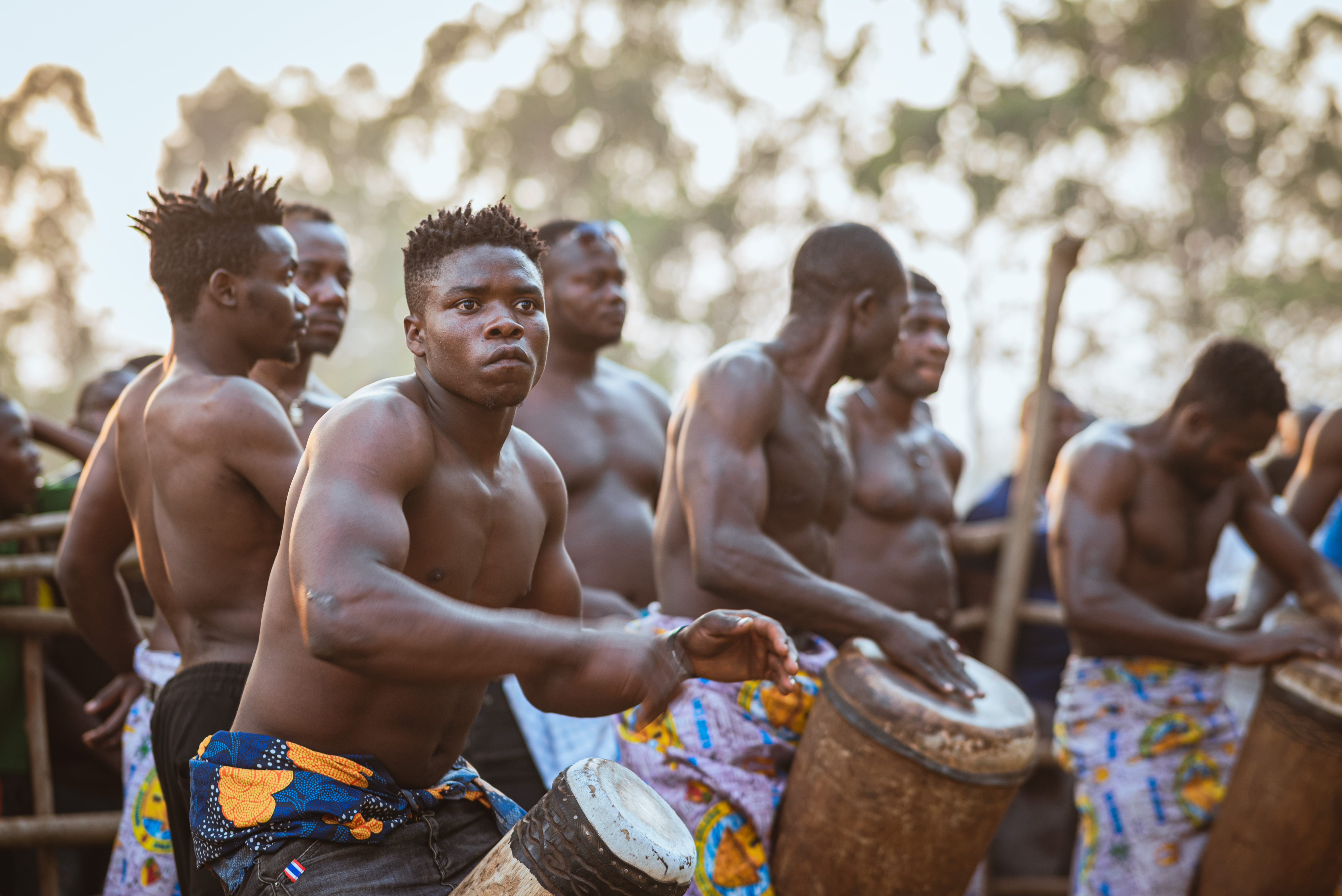
Tamborileros en una ceremonia tradicional en Bafousam, en la región occidental de Camerún.

### Música y danza
La música y la danza de Camerún son una parte integral de las ceremonias tradicionales, festivales, eventos sociales y leyendas típicas del país. Las danzas tradicionales cuentan con coreografías complejas y separan a hombres y mujeres de modo que está prohibido que ambos géneros bailen juntos. Los bailes tienen distintos propósitos, que van desde ser puro entretenimiento hasta motivos religiosos. Tradicionalmente, los conocimientos musicales se transmiten por la tradición oral. En una presentación típica, un coro acompaña a un solista principal.
El acompañamiento musical va desde simples aplausos y pasos, hasta los instrumentos tradicionales que incluyen campanas usadas por los bailarines, tambores, percusiones, flautas, cuernos, maracas, rascadores, instrumentos de cuerda, silbatos y xilófonos. Las combinaciones exactas varían entre cada grupo étnico y región. Algunos intérpretes cantan piezas completas por sí solos, acompañados por un instrumento similar a un arpa.

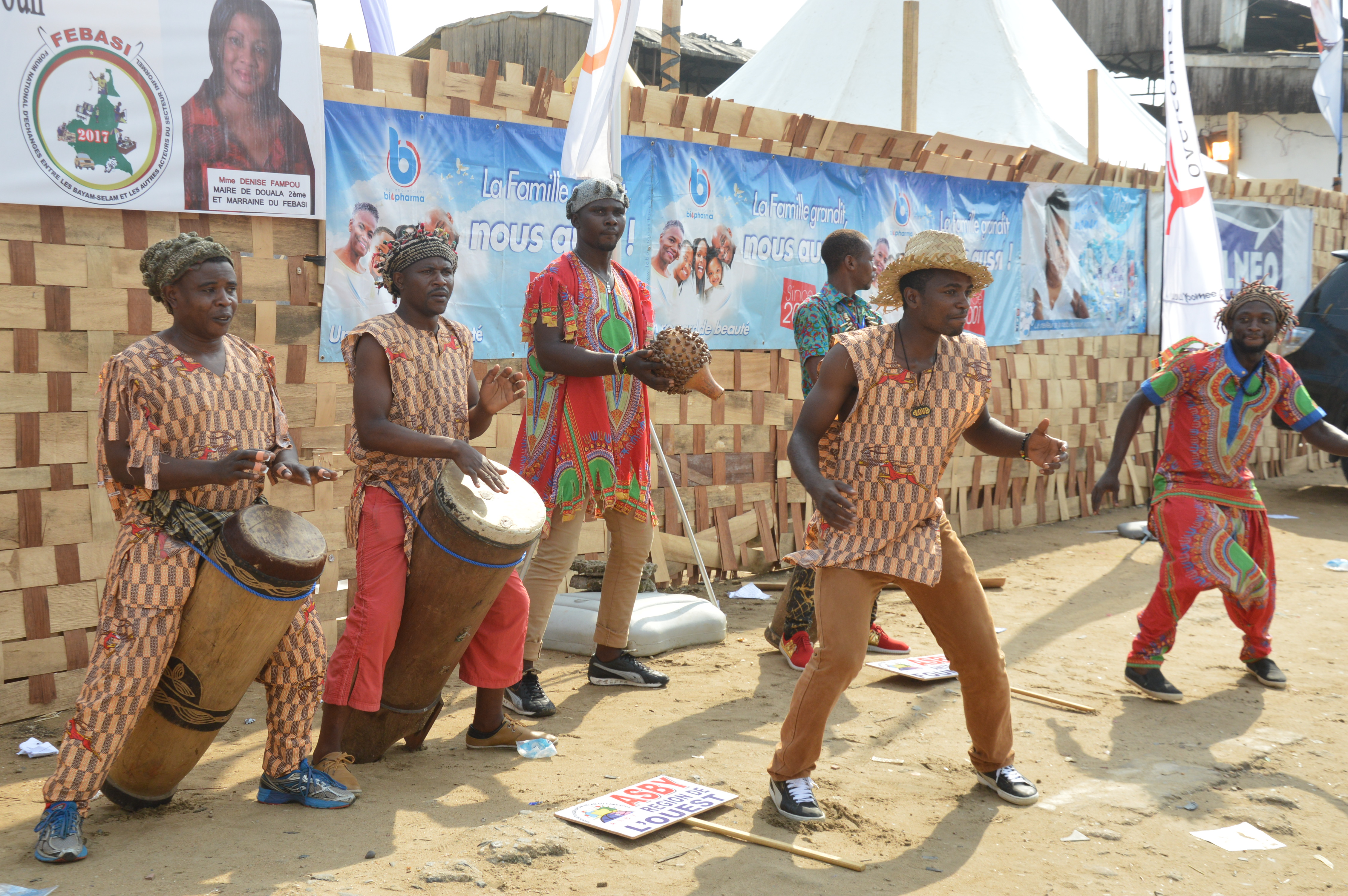
Músicos y Bailarines tradicionales de Camerún

### Gastronomía
La cocina varía según la región, pero en todo el país es habitual una gran cena de un solo plato. Un plato típico se basa en cocoyams, maíz, yuca (mandioca), mijo, plátanos, papas, arroz o ñame, a menudo machacados en forma de masa, como el fufu. Se sirve con una salsa, sopa o guiso de verduras, cacahuates, aceite de palma u otros ingredientes. La carne y el pescado son complementos populares pero caros, y el pollo suele reservarse para ocasiones especiales. Los platos suelen ser bastante picantes; los condimentos incluyen sal, salsa de pimienta roja y maggi.

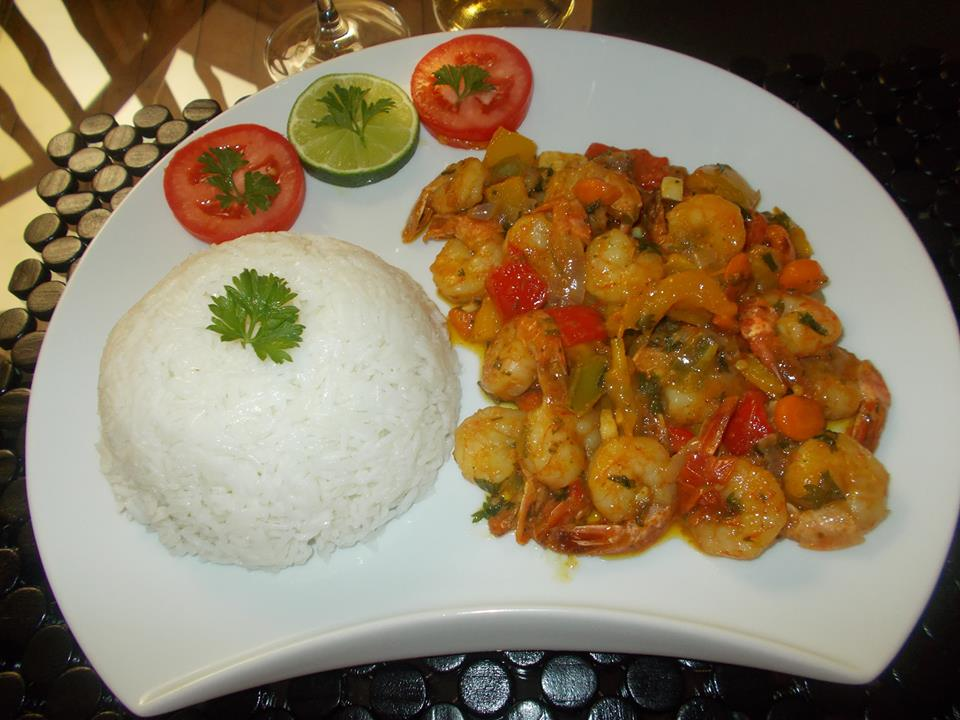
Gambas salteadas a la camerunesa con arroz blanco (Crevettes sautées à la Camerounaise)

Los cubiertos son habituales, pero la comida se manipula tradicionalmente con la mano derecha. El desayuno consiste en restos de pan y fruta con café o té. Por lo general, el desayuno se elabora con harina de trigo en varios alimentos diferentes, como el puff-puff (rosquillas), el plátano accra hecho con plátanos y harina, los pasteles de frijoles, y muchos más. Los tentempiés son muy populares, sobre todo en las grandes ciudades, donde pueden comprarse a los vendedores ambulantes.
El agua, el vino de palma y la cerveza de mijo son las bebidas tradicionales a la hora de comer, aunque la cerveza, los refrescos y el vino han ganado popularidad. La cerveza de exportación es la bebida oficial de la selección nacional de fútbol y una de las marcas más populares, uniéndose a Castel, Amstel Brewery y Guinness.

### Literatura
Entre los escritores cameruneses en francés más conocidos figuran Francis Bebey, Njoya Ibrahima, Mongo Beti, Calixthe Beyala, Papé Mongo, Ferdinand Oyono y René Philombé.Mongo Beti causó conmoción con su crítica a los misioneros en su novela Le pauvre Christ de Bomba (El pobre cristiano de Bomba), publicada en 1956. Jean Ikellé-Matiba (1936-1984), que vivió durante un tiempo en Francia y Alemania, abordó el periodo colonial en su libro Cette Afrique-là (1963), que obtuvo el Gran Premio de Literatura del África Negra. Adler und Lilie in Kamerun: Lebensbericht eines Afrikaners se publicó en alemán. Narra la historia de un camerunés -socializado como protestante prusiano- que trabajó para los conquistadores alemanes y regresó a su pueblo bajo la administración colonial francesa

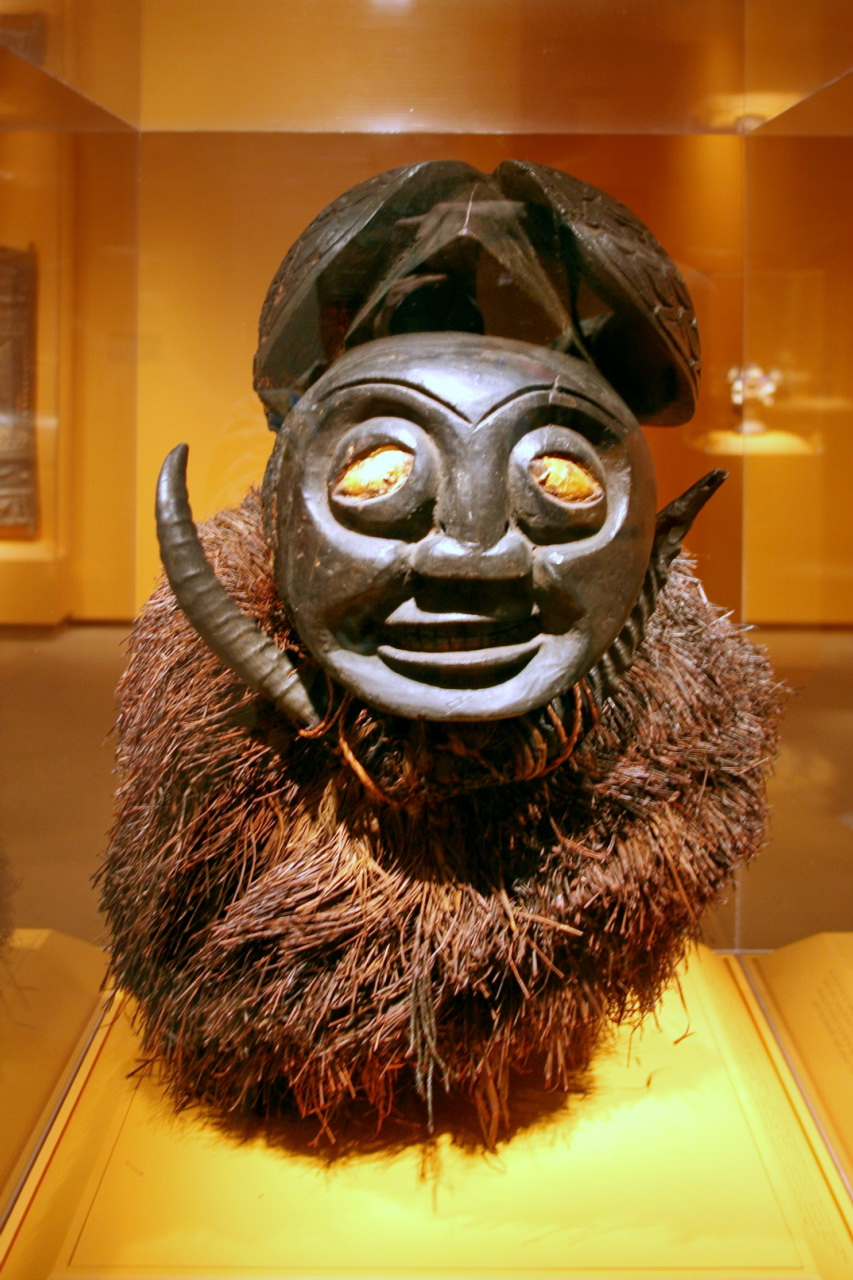
Máscara del pueblo Bamum de Camerún

Patrice Nganang (* 1970), de Yaundé, estudió literatura en Fráncfort y Berlín, entre otros lugares, y vive en Estados Unidos desde 2000, donde trabaja en la Universidad de Shippensburg / Pensilvania. En 2001 recibió el Prix Litteraire Marguerite Yourcenar por Temps de chien y en 2002 el Gran Premio de Literatura por África Negra.
Entre los escritores cameruneses en lengua inglesa fuertemente influidos por la literatura nigeriana figuran Sankie Maimo (con I am Vindicated, de 1959, primera publicación literaria de un camerunés de habla inglesa, y A Few Nights and Days, de 1966), el dramaturgo Bole Butake, Mbella Sonne Dipoko, Jedida Asheri (Promise, 1969), Kenjo Jumbam (The White Man of God, 1980) y Nsanda Eba (The Good Foot, 1977).

### Días festivos
| Fecha           | Nombre en español                                        |
| --------------- | -------------------------------------------------------- |
| 1 de enero      | Año nuevo y la independencia de Francia y el Reino Unido |
| 12 de febrero   | Día Nacional de la juventud                              |
| 1 de mayo       | Día del Trabajador                                       |
| 20 de mayo      | Día Nacional                                             |
| 15 de agosto    | Asunción de María                                        |
| 1 de octubre    | Día de la unificación                                    |
| 25 de diciembre | Navidad                                                  |

## Deporte

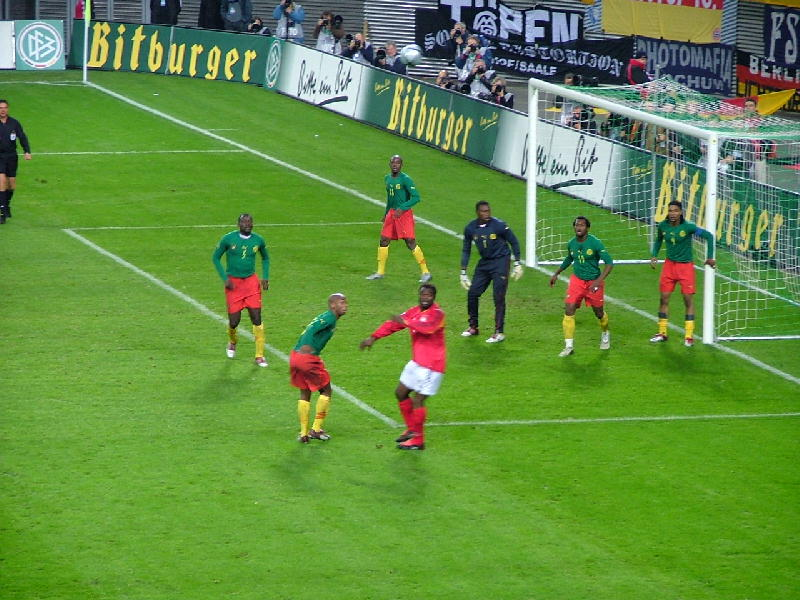
Partido amistoso disputado por la selección de Camerún contra Alemania en el estadio de Zentralstadion de Leipzig, el 27 de abril de 2003.

La política nacional defiende firmemente el deporte en todas sus formas. Entre los deportes tradicionales figuran las carreras de canoas y la lucha, y varios cientos de corredores participan cada año en la Carrera de la Esperanza del monte Camerún, de 40 km. Camerún es uno de los pocos países tropicales que ha competido en los Juegos Olímpicos de Invierno.
El deporte en Camerún está dominado por el fútbol. Abundan los clubes de fútbol amateur, organizados según criterios étnicos o bajo el patrocinio de empresas. 
En cada uno de los últimos tres Juegos Olímpicos Camerún ha logrado tres medallas de oro. Su selección de fútbol ganó la medalla de oro en los Juegos Olímpicos de Sídney.
Es la selección de fútbol Africana con más participaciones en los mundiales, lo hizo 7 veces. Además en el 2003 llegó a la final de la Copa Confederaciones, siendo la única selección Africana en llegar hasta ahí. Otro logro destacable de su selección de fútbol es haber sido el primer equipo africano en llegar a los cuartos de final, en la Copa Mundial de Fútbol de Italia 1990. 

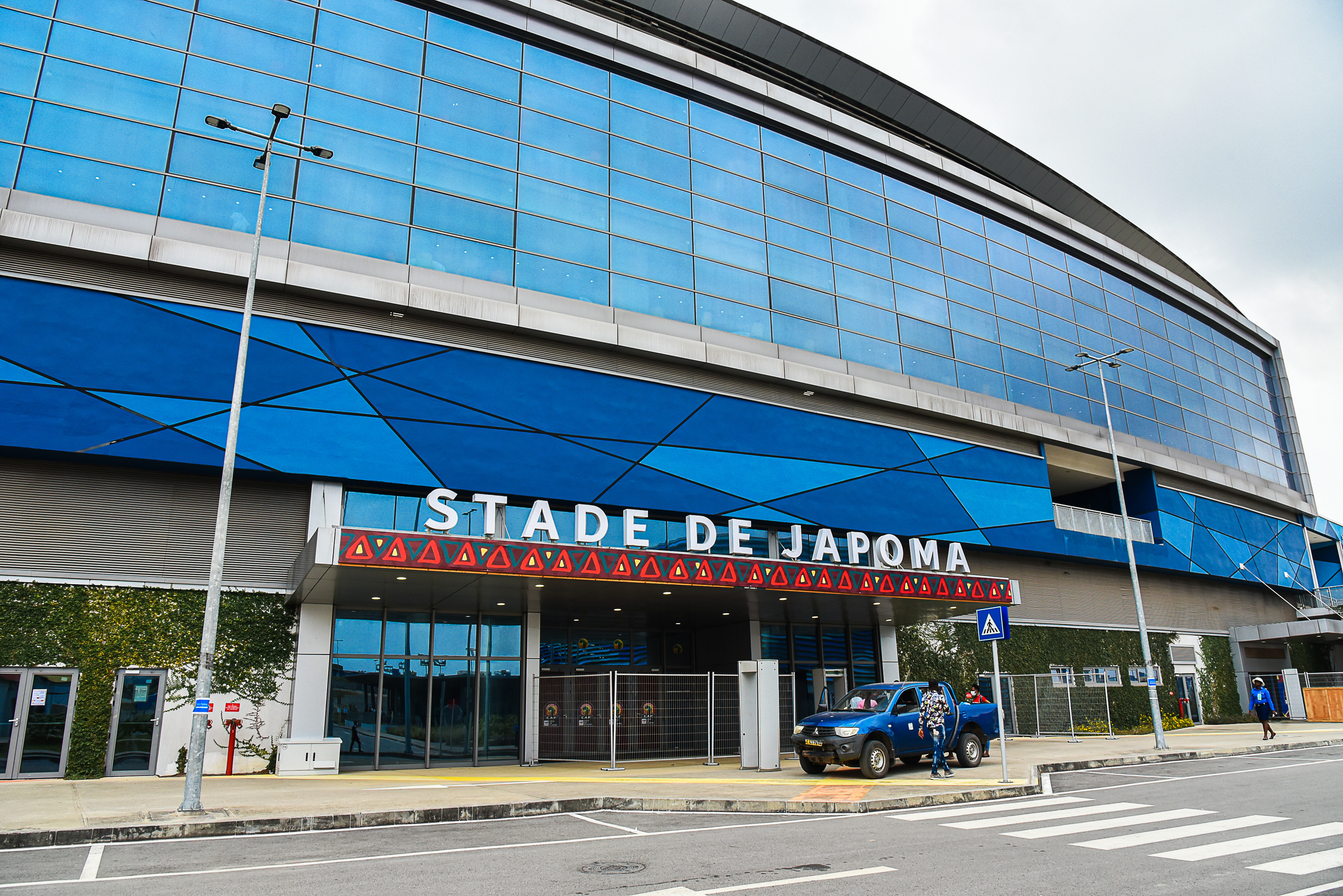
Entrada al estadio de Japoma

En el ámbito continental, ha ganado en 5 ocasiones la Copa Africana de Naciones. Dentro de Camerún existe la Primera División del país, donde el club más ganador es el CotonSport, de la ciudad de Garua.
Samuel Eto'o fue un sobresaliente jugador de la selección de Camerún. Actualmente retirado, es el único jugador en la historia en ganar dos tripletes consecutivos (Barcelona e Inter de Milán).
Camerún fue el país anfitrión de la Copa Africana de Naciones en noviembre-diciembre de 2016, del Campeonato Africano de Naciones de 2020 y de la Copa Africana de Naciones de 2021. El equipo de fútbol femenino es conocido como las "Leonas Indomables", y al igual que sus homólogos masculinos, también tiene éxito en la escena internacional, aunque no ha ganado ningún trofeo importante.
En baloncesto hay tres jugadores cameruneses en la NBA: Luc Richard Mbah a Moute, Joel Embiid y Pascal Siakam.

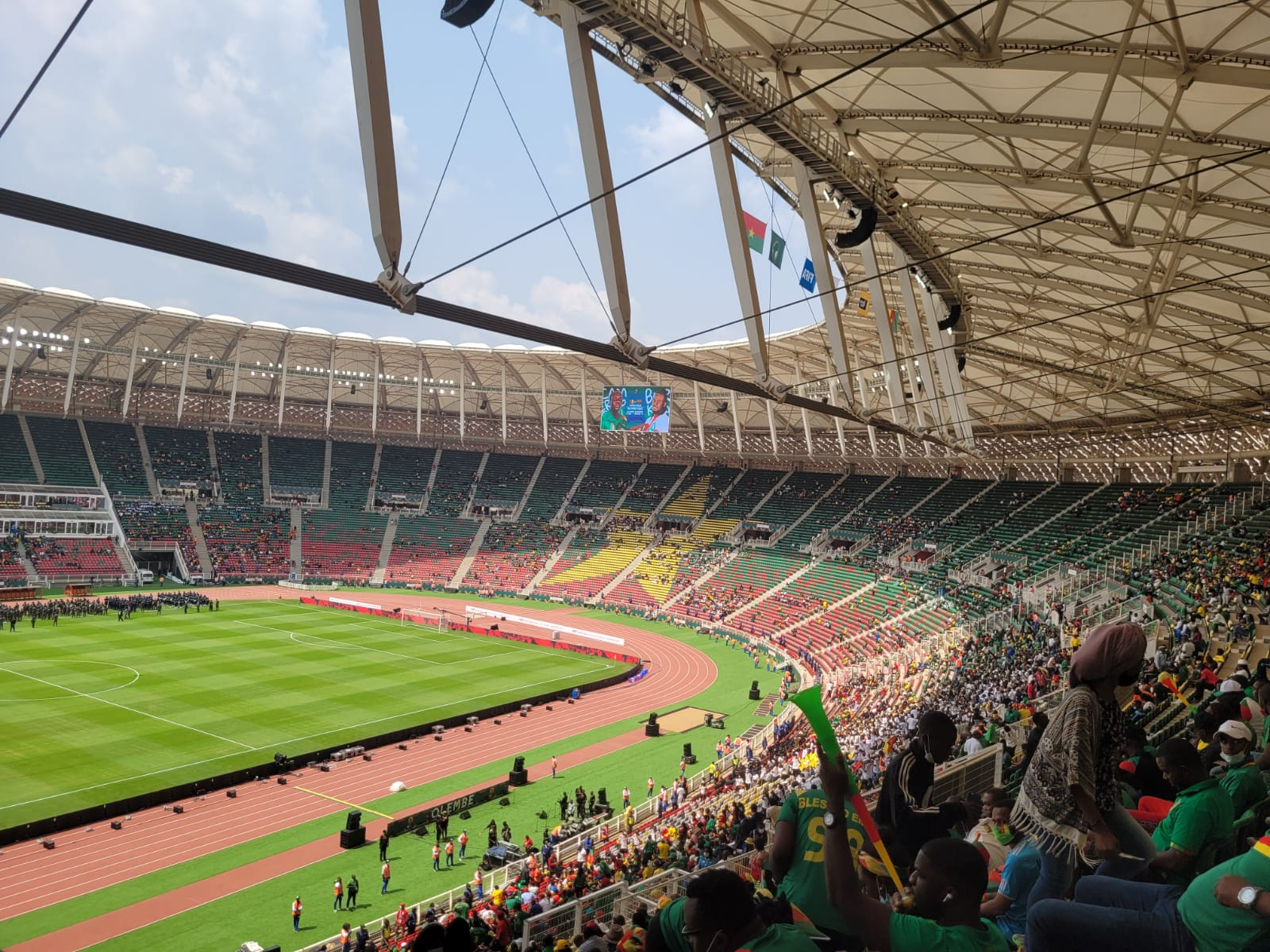
Vista interna del Estadio Paul Biya

El tenista francés Yannick Noah tiene sus raíces en el país. El críquet también se ha introducido en Camerún como deporte emergente, con la participación de la Federación de Críquet de Camerún en partidos internacionales. El actual campeón de los pesos pesados de la UFC, Francis Ngannou, es originario de Camerún.